# Grudziądz
Grudziądzⓘ (em latim: Graudentum, Graudentium; em alemão: Graudenz) é uma cidade com direitos de condado no norte da Polônia, na margem direita do rio Vístula. É a quarta cidade mais populosa da voivodia da Cujávia-Pomerânia. Nos anos de 1975 a 1998, a cidade pertencia administrativamente à voivodia de Toruń.
Estende-se por uma área de 57,8 km², com 89 081 habitantes, segundo o censo de 31 de dezembro de 2023, com uma densidade de 1 542 hab./km².

## Localização
Historicamente, Grudziądz fica na região de Chelmno. A cidade se estende em uma direção meridional por mais de 12,5 km, mas em uma direção latitudinal por apenas 6,2 km.
As cidades mais próximas são: Radzyń Chełmiński (19 km), Nowe nad Wisłą (22 km), Łasin (25 km), Świecie nad Wisłą (26 km), Wąbrzeźno (32 km), Chełmno (34 km), Jabłonowo Pomorskie (34 km) e Kwidzyn (35 km). A cidade é vizinha dos condados de Grudziądz e Świecie.
Em 17 de outubro de 2008, foi inaugurado o trecho da autoestrada A1 de Swarożyn a Nowe Marzy, o que melhorou o transporte para a Tricidade. Por outro lado, em 17 de dezembro de 2012, foi inaugurado um trevo de autoestrada, graças ao qual Grudziądz ganhou uma conexão direta com a autoestrada nas direções norte (Gdansk) e sul (Toruń).

## Toponímia
Em textos antigos, o nome da cidade aparece em várias versões: Grudenc (1216), Grudenz (1222), Grudens, Grudene, Grudencz (1404), Cruzencz, Chrudencz, Gruzenz (ou seja, “Grudzieniec”), bem como Gruthsanz, Grutscanz, Graudentum, Graudentium, Grawdencz, Growdencz, Graudenz, Grudziąs e Grudziądz.
Pesquisadores têm discutido por muitos anos sobre o significado etimológico do nome. Alguns deles indicam que o nome deriva da palavra gród. Outros afirmam que ele vem de terra grossa, abundante na área. Outros ainda acreditam ser de origem prussiana, o que está relacionado à penetração do elemento prussiano na linha do Vístula. A presença da população prussiana em ambos os lados do Vístula é evidenciada pelos nomes de lugares como Memino, Pałuty, Metława, Rytel, Wiąg e Zblewo. Por isso, os nomes Tczew, Gniew e Grudziądz também são frequentemente mencionados em especulações sobre a origem prussiana.
Recentemente, no entanto, a opinião predominante é que o nome da cidade pode muito provavelmente derivar da palavra gruda, mas no contexto do termo medieval cegły (tijolo). Na Idade Média, a palavra “tijolo” não existia. Comparações como: “Milão de Mármore”, “Buda de Pedra”, “Malbork de Lama”, etc. eram usadas. O nome da cidade nesse sentido provavelmente surgiu na época do bispo Cristiano, em 1222, quando foi concluída a construção de uma fortaleza de tijolos para a cruzada dos cavaleiros poloneses à Prússia sob o comando do duque Lesco I, o Branco. Grudziądz, ao contrário de outras cidades com origens medievais, não passou pela fase de construção de muralhas de terra e madeira. Desde o início de sua existência, ela tinha muros de pedra e tijolos. Inúmeras investigações arqueológicas realizadas entre 2008 e 2009 na área da Cidade Velha e na adjacente Colina do Castelo confirmaram essas suposições, pois não foram encontrados vestígios claros de um castro de madeira.

## Geografia

### Relevo
Conforme a regionalização físico-geográfica da Polônia, Grudziądz está localizada quase inteiramente na Bacia de Grudziądz. A parte nordeste da cidade, por outro lado, está localizada na região do lago Chelminskie. A área da bacia na cidade é de aproximadamente 240 km², com 20 km de comprimento e 18 km de largura. Sua característica são os aglomerados, que se elevam mais de 60 m acima do nível do vale do Vístula. O maior deles é o Kępa Forteczna, que se eleva 86,1 m acima do nível do mar na parte norte da cidade. Em contraste, o Kępa Strzemięcińska (79,3 m acima do nível do mar) se eleva ao sul.

### Clima
Grudziądz está localizada em uma zona de clima temperado. O influxo de várias massas de ar faz com que a área seja caracterizada por um alto grau de variabilidade climática e grandes flutuações nos tipos de clima. O relevo da área e as diferenças significativas de altitude nas zonas individuais da Bacia de Grudziądz desempenham um papel importante no clima.

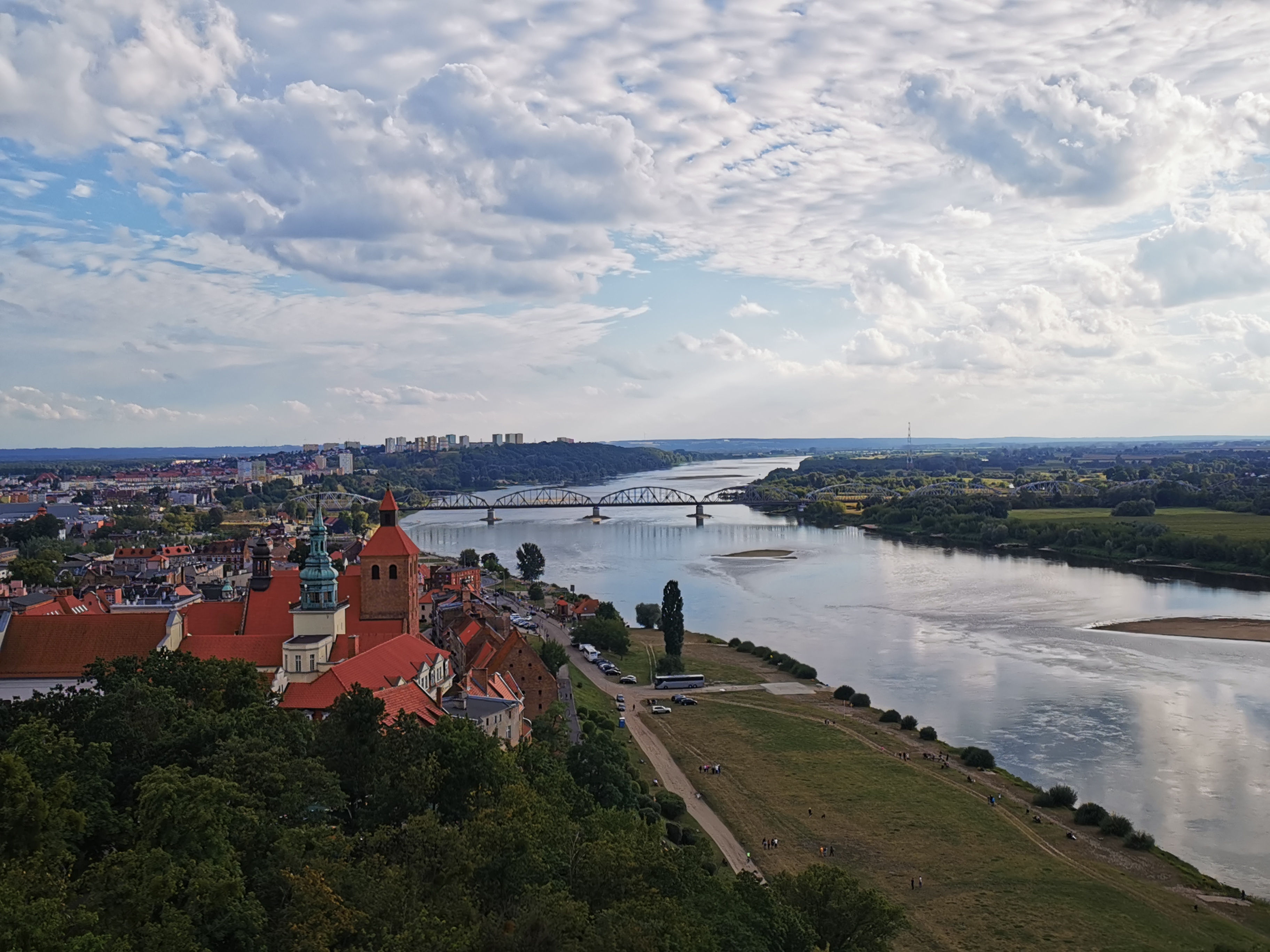
Vista do rio Vístula a partir da Torre Klimek

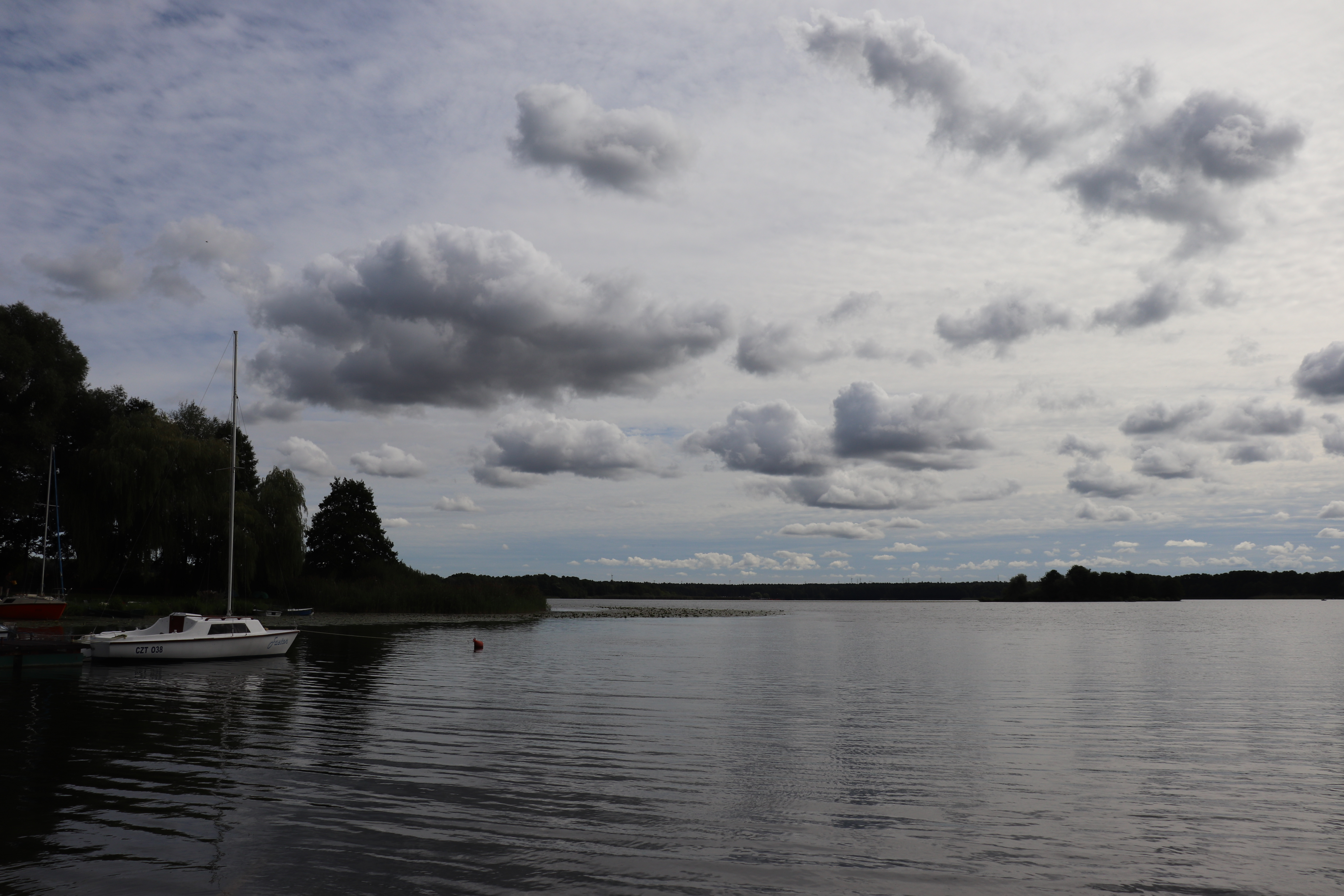
Lago Rudnickie Wielkie

A insolação média diária está entre 4 e 5 horas. A maior é em maio (7-8 h) e a menor em dezembro (1,3 h). A quantidade anual de tempo de sol é de aproximadamente 1 600 horas. A cobertura média anual de nuvens varia de 6 a 8,5, sendo a mais alta em novembro e a mais baixa em junho. A temperatura média anual é de 8 °C. O mês mais quente do ano é julho (cerca de 19 °C) e o mais frio é janeiro (-3 °C). As geadas são uma característica climática importante. O período de geada chega a 160 dias por ano. A precipitação média anual é de cerca de 500 mm. Entretanto, há uma ampla variação anual de 295 a 757 mm. Os ventos sopram principalmente da direção sudoeste e formados sob a influência da direção do vale do Vístula. A velocidade dos ventos que sopram em Grudziądz é, em média, de cerca de 3 m/s.

### Recursos hídricos
Grudziądz está situada na margem do rio Vístula, a 835 km do leito aquático. A largura do leito do rio na cidade varia de 320 a 500 m, com um gradiente de 0,2%. A profundidade do leito do rio chega a 9 m.
A cidade conta com ricos recursos de água subterrânea do Quaternário. Grudziądz e seus arredores estão incluídos nas áreas de maior proteção na divisão dos principais reservatórios de água subterrânea da Polônia e designados como reservatório n.º 129.
Os seguintes reservatórios de água estão localizados na cidade:
- Lago Rudnickie Wielkie
- Lago Tarpno
- Lago Rządz
- Lago Bajkał[18]
- Canal Trynka
- Vala de Herman

### Vegetação urbana

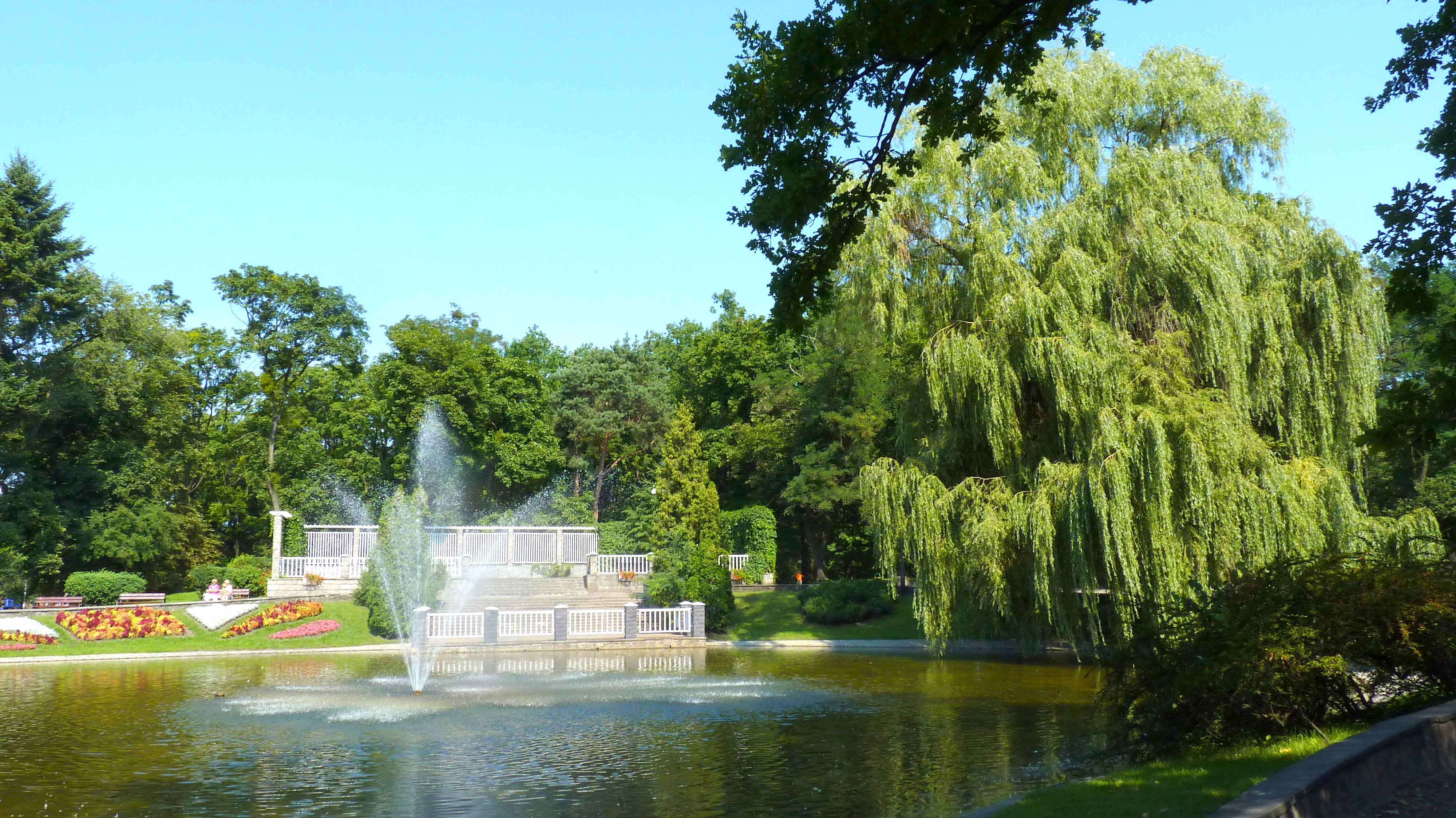
Parque Municipal Piotr Janowski

Na cidade, as florestas e bosques cobrem 1124 ha (19% da área da cidade) e os parques e áreas verdes 196 ha (3,33%). Desses últimos, os mais notáveis são: o Parque Municipal (38,7 ha) e o chamado Horto no Canal Trynka (6,4 ha), juntamente com o Jardim Botânico (0,5 ha).

### Proteção ambiental
Quase 20% da área total da cidade é composta por florestas, parques e espaços verdes, que abrigam mais de 400 espécies de plantas e animais.

### Monumentos naturais
Há 38 monumentos naturais na cidade: 30 árvores individuais, 6 grupos de árvores, 1 alameda de árvores e 1 afloramento rochoso.

## História
Stanisław Kujot descreve as origens cristãs de Grudziądz (e o nome do lugar) com bastante precisão, com base em uma análise de documentos que ainda existem hoje: “[...]... O mesmo acontecia com a Terra de Chelmno, que pertencia à Mazóvia e foi incorporada à Polônia na primeira metade do reinado de Boleslau I. A Mazóvia pré-Vístula já havia pertencido à Polônia no reinado de Miecislau I. Por sua vez, essa relação de dependência das duas terras em relação à Polônia não era meramente temporária, mas permanente, como podemos ver no reinado de Boleslau, o Bravo, quando, por volta de 1065, este último, com a intenção de fundar um novo bispado, além de outras cidades, também fundou Grudziądz — Grudenczh — e em Chełmno — in Culmine — cada nono mercado, ou seja, a receita do duque, e o custo das pousadas — nonum forum cum tabernario — e, finalmente, todos os transportes através do Vístula, desde a foz do Bzura até o mar — transitus omnes per Wyslam a Camen usque ad mare — ele designou.”
Wojciech Kętrzyński supõe que essas doações foram destinadas ao Bispado de Płock. No entanto, não há nenhum exemplo de um duque cristão que tenha destituído uma terra de sua independência e a deixado entregue ao paganismo; pelo contrário, a conquista era geralmente seguida de conversão. Embora as fontes escritas, completamente ausentes no país dos tempos contemporâneos ou quase contemporâneos, sejam silenciosas sobre esse assunto tão importante, a conclusão é que os piastas cristãos na Baixa Powiśle, enquanto ela pertencia ao seu Estado, também agiram da mesma maneira...[...].

### Linha do tempo
- Por volta de 8000 a.C. — vestígios mais antigos de presença humana em Grudziądz do período Epipaleolítico
- Segunda metade dos séculos VII e VIII — primeiros vestígios de assentamento medieval na Colina do Castelo[21]
- Século X — início de um castro fortificado na área da Colina do Castelo[22]
- 1064 — o castro é ocupado pelos prussianos[11]
- 1065 — devolução do castro ao Estado piasta[11]
- 11 de abril de 1065 — primeira menção do Castrum Grudomzch no privilégio de Płock emitido por Boleslau II para o monastério em Mogilno.[23] Grudziądz é mencionada em primeiro lugar, atestando a posição bem estabelecida da cidade como uma fortaleza defensiva e comercial e sua posição no contexto das cidades da Terra de Chełmno e dos castros da Mazóvia[11]
- 1207 — a Terra de Chełmno com Grudziądz foi tomada por Conrado I da Mazóvia[11]
- 1218 — concessão de um castro ao bispo Cristão de Oliwa[22]
- 1222–1231 — período em que Grudziądz pertenceu ao bispo Cristão. É altamente provável que a cidade tenha recebido uma carta de foral dele durante esse intervalo.[4] É possível que o castro de Grudziądz tenha permanecido em posse do bispo até sua morte em 1245, com uma pausa em 1233–1238, quando ele estava em cativeiro com os sambianos[15]
- 1231 — aquisição “formal” das Terras de Chelmno, com Grudziądz, pelos Cavaleiros Teutônicos[11]
- 1233 — transferência formal do poder sobre a Terra de Chelmno e Grudziądz para os Cavaleiros Teutônicos, que ocupam a área até a fronteira do rio Osa[11]

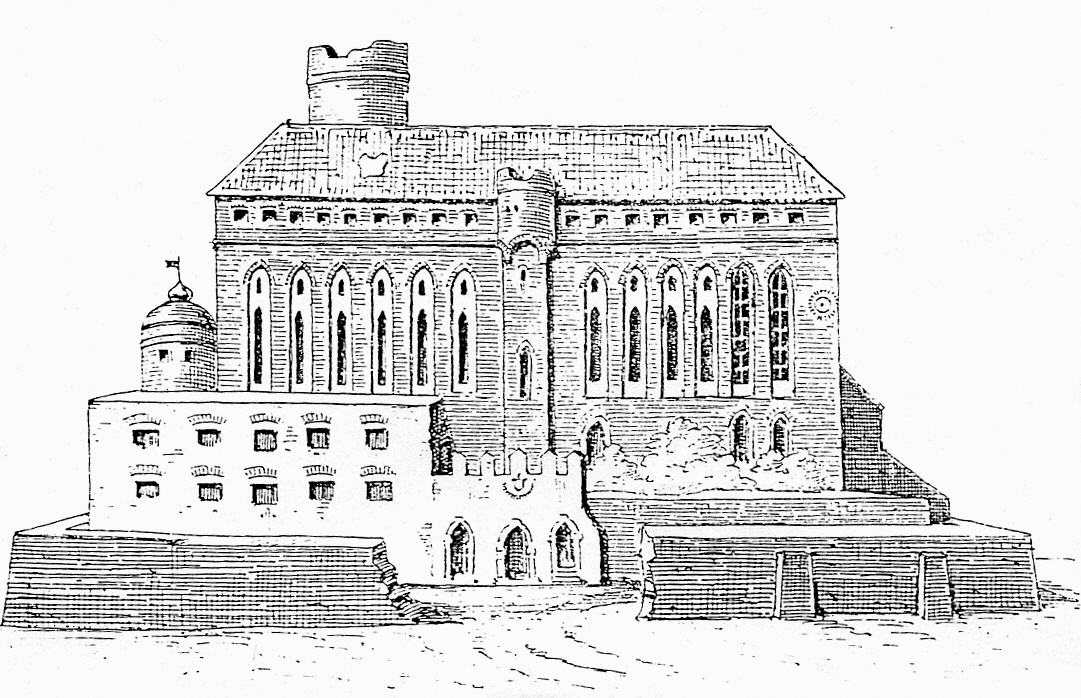
Litografia do século XVIII do Castelo Teutônico em Grudziądz do século XIII. Vista da ala sul ca. 1235 — início da construção do Castelo Teutônico. As obras foram concluídas por volta de 1299. Foi destruído em 1945

- Por volta de 1235, foi iniciada a construção do castelo teutônico. Seu trabalho foi concluído por volta de 1299. Ele foi destruído em 1945
- 15 de junho de 1243 — Batalha de Rządz, travada entre as tropas da Ordem Teutônica e os prussianos. Os Cavaleiros Teutônicos são derrotados [23].
- 18 de junho de 1291 — o mestre nacional Meinhard von Querfurt concede ao assentamento os direitos de cidade pela lei de Chełmno, que regulava legalmente seus limites
- Final de julho/início de agosto de 1410 — ocupação de curta duração da cidade e do castelo pelo exército do rei Ladislau II Jagelão
- 8 de fevereiro de 1454 — captura da cidade pelas tropas da Confederação Prussiana — fim do domínio da Ordem Teutônica
- 1455 — forças teutônicas de Kwidzyn e Łasin atacaram Grudziądz e queimaram seus subúrbios e celeiros
- 19 de outubro de 1466 — Segundo Tratado de Paz de Toruń — Grudziądz com a Terra de Chełmno são concedidas à Polônia
- 21 de março de 1522 — Nicolau Copérnico apresenta um tratado sobre cunhagem de moedas, De aestimatione monetae, no Sejmik Geral da Prússia Real, realizado em Grudziądz
- 1622 — chegada dos jesuítas e inauguração de um colégio
- 2 de março de 1624 — chegada das freiras beneditinas
- 1655–1659 — ocupação sueca
- 1703 — segunda ocupação sueca
- 1707–1718 — ocupação russa
- 21 de setembro de 1772 — primeira partição da Polônia. Grudziadz torna-se parte da partição prussiana
- 6 de junho de 1776 — início da construção da cidadela

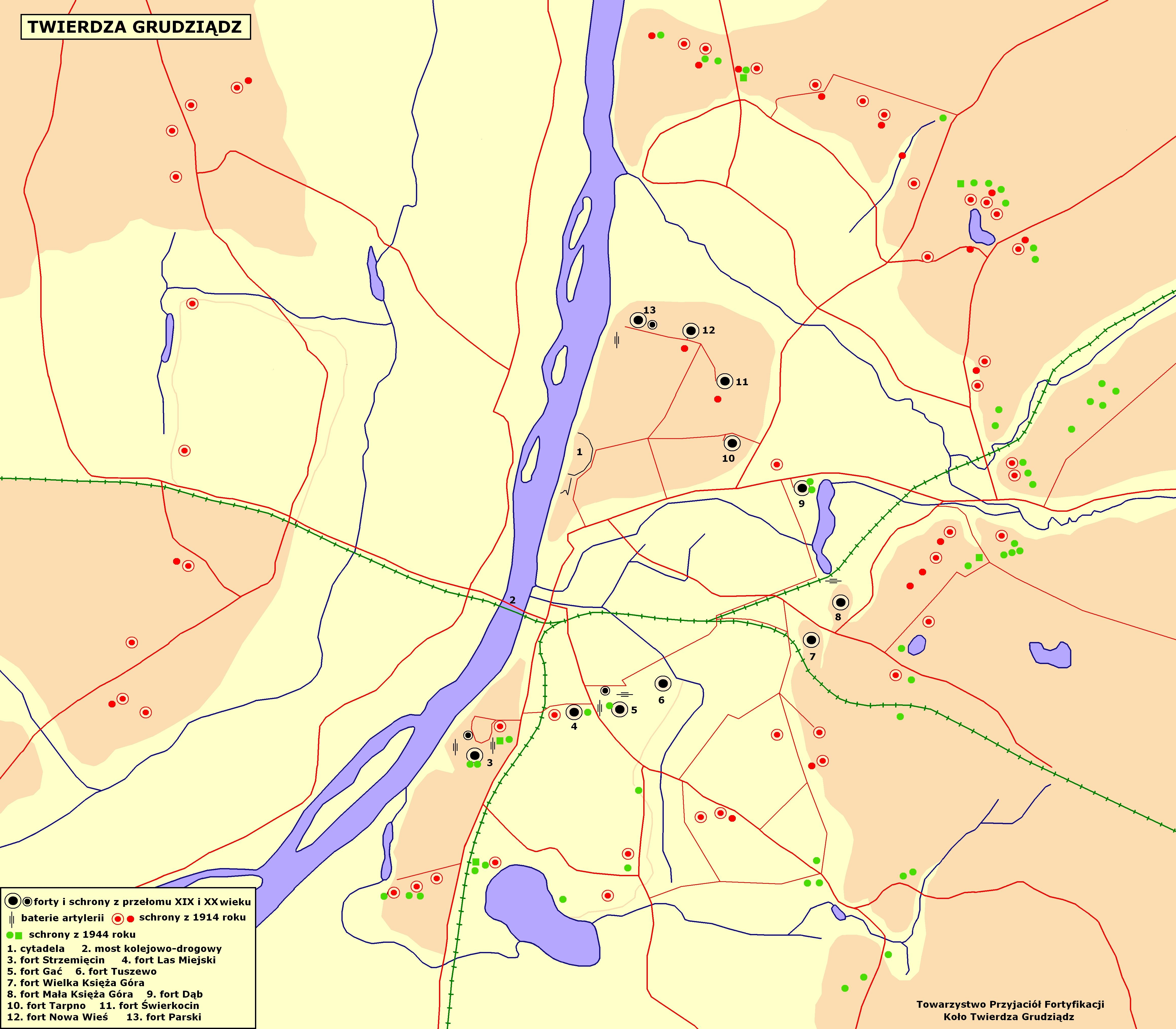
Plano das fortificações em torno de Grudziądz

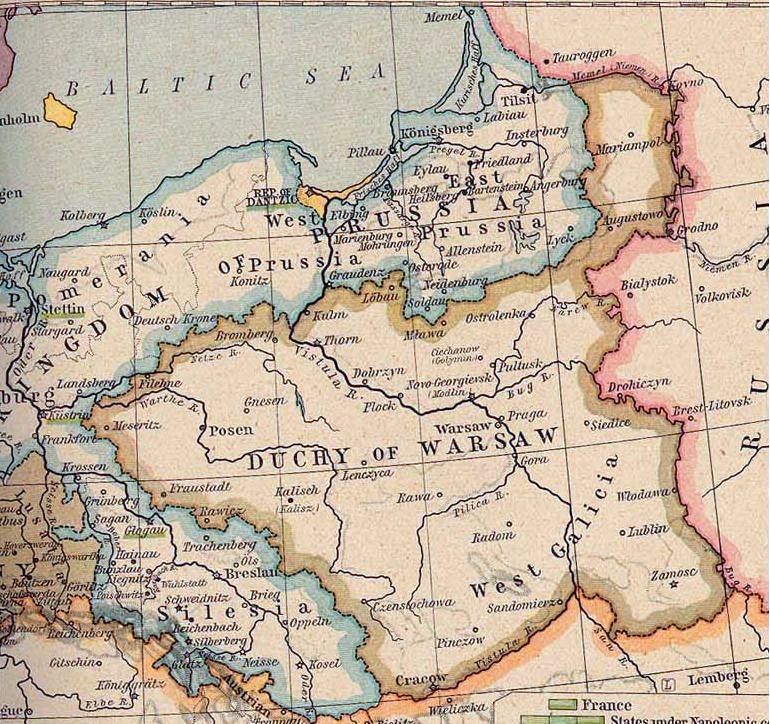
Ducado de Varsóvia (1807–1815)

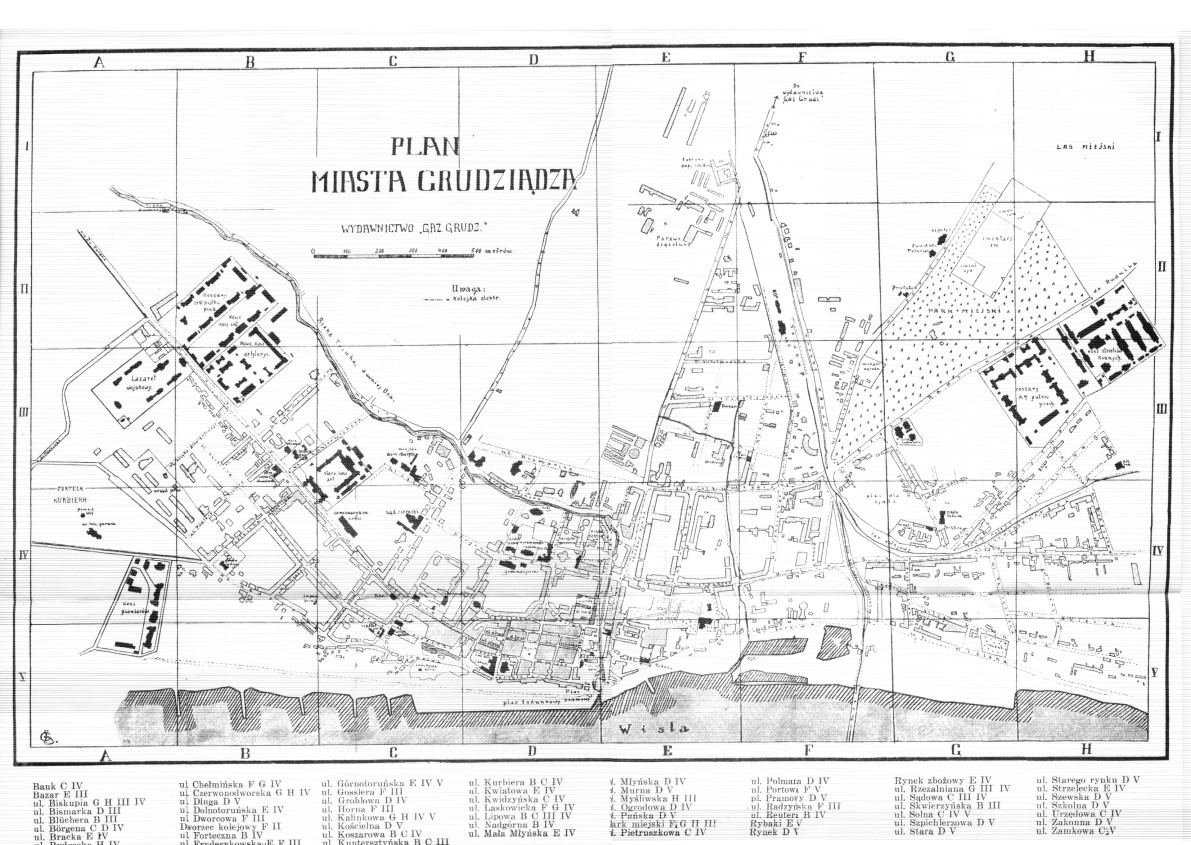
Planta de Grudziądz de 1913

- Final do século XVIII — o rei prussiano e sua corte se mudam para Grudziądz por um curto período
- 1801 — início da demolição do Castelo Teutônico
- 1806/1807 — tentativas de conquistar Grudziądz pelas tropas napoleônicas, frustradas por Wilhelm René de l'Homme de Courbière
- Segunda metade do século XIX — desenvolvimento da cidade e ampliação das fronteiras de Grudziądz. Novos distritos residenciais foram criados (especialmente para germanizar a cidade, pois isso incentivaria a vinda de alemães). Um porto fluvial foi construído e uma conexão ferroviária foi criada com Toruń (perto da fronteira com a partição russa, que corria 10 km a leste de Toruń; essa linha se conectava com a ferrovia que ia para Varsóvia e mais a leste), Jabłonowo Pomorskie, Bydgoszcz, Tczew, Laskowice ou Chełmża e outras cidades na partição prussiana, bem como outras cidades alemãs, incluindo Königsberg[22]
- 1876–1878 — construção de uma ponte sobre o rio Vístula[22]
- 1894 — início da publicação da “Gazeta Grudziądzka” em polonês, alcançando os poloneses que viviam em Grudziądz e em todas as cidades maiores da divisão prussiana[22]
- 1900 — a cidade se torna um condado urbano (em alemão: Stadtkreis) na regência de Kwidzyn, na província da Prússia Ocidental
- 1910 – como resultado da germanização, os alemães representam cerca de 85% da população de Grudziądz.[24]
- 1918 – os poloneses representam cerca de 18% da população de Grudziądz.[25]
- 28 de junho de 1919 — concessão de Grudziądz à renascida Segunda República Polonesa como resultado do Tratado de Versalhes
- 23 de janeiro de 1920 — as tropas polonesas entraram em Grudziądz, houve um êxodo de alemães (especialmente colonos alemães que haviam chegado à cidade durante as partições da Polônia) e, em contrapartida, houve um fluxo de poloneses das terras que permaneceram nas fronteiras alemãs.
- 15 de agosto de 1920 — fundação da Escola Central de Equitação em Grudziądz, que deu origem ao Centro de Treinamento de Cavalaria
- 26 de junho a 12 de julho de 1925 — Primeira Exposição Agrícola e Industrial da Pomerânia
- 1 de janeiro de 1930 — fundação do Centro de Treinamento da Gendarmaria
- 1931 — os poloneses representam 93% da população de Grudziądz
- 2 de setembro de 1939 — batalhas do 16.º DP pela cidade
- 4 de setembro de 1939 — entrada do exército alemão na cidade, cujas autoridades entregam as chaves ao ocupante da prefeitura,[26] o início da ocupação alemã. Outubro e novembro — várias prisões e execuções de representantes da intelligentsia polonesa e de judeus
- 1939–1945 — a lista nacional alemã é assinada por 87% da população[27]
- 6 de março de 1945 — captura de Grudziądz pelo Exército Vermelho, os edifícios da cidade foram destruídos em mais de 60%
- 19 de fevereiro de 1946 — a cidade foi premiada com a Ordem da Cruz de Grunwald, 3.ª classe[28][29]
- 27 de agosto de 1951 — inaugurada a ponte rodoferroviária sobre o rio Vístula[30]
- 27 de maio de 1990 — primeiras eleições democráticas para o Conselho Municipal após a guerra
- 30 de outubro de 2006 — visita do Presidente da República da Polônia, Lech Kaczyński, a Grudziądz, a primeira visita de um chefe de Estado desde 1936
- 2010 — visita do presidente do Sejm, Bronisław Komorowski, presidente em exercício da República da Polônia
- 2013 — segunda visita do Presidente Bronisław Komorowski (ele assinou um documento para submeter ao parlamento um projeto de emenda à legislação que facilita a construção de vias para pedestres e ciclistas em aterros de inundação)[22]

## Monumentos históricos

### Monumentos góticos
Os monumentos góticos de Grudziądz estão localizados na Rota Gótica Europeia de Tijolos. Eles incluem:
- Traçado urbano medieval da Cidade Velha
- Muralhas da cidade dos séculos XIV e XV (incluindo o Portão da Água)
- Vestígios de um castelo teutônico da segunda metade do século XIII – a torre “Klimek”, um pequeno fragmento do andar térreo da ala sul (e não a entrada da capela, como afirmado anteriormente) com um portal construído no início do século XX, que foi erroneamente considerado a janela da capela (a pesquisa arqueológica realizada desde 4 de junho de 2008 mostrou que esse portal não tem fundações e, portanto, é apenas um boneco)
- Complexo de celeiro do século XIII ao XVII no lado do rio Vístula (desde 14 de novembro de 2017, um Monumento Histórico da República da Polônia)

### Edifícios religiosos históricos
- Complexo de mosteiro barroco das freiras beneditinas – o complexo consiste em: o edifício do mosteiro dos séculos XVII e XVIII, o chamado Palácio das Abadessas do século XVIII e a Igreja do Espírito Santo do século XVI, reconstruída no século XVII[32]
- Antiga igreja evangélica
- Igreja da Guarnição
- Igreja de São João[33]
- Capela de São Jorge
- Igreja católica da Exaltação da Santa Cruz[34]
- Igreja do Coração Imaculado da Santíssima Virgem Maria[35]
- Complexo barroco pós-jesuíta: igreja de São Francisco Xavier do século XVIII, colégio dos séculos XVII e XVIII (atualmente a Prefeitura)
- Complexo do mosteiro dos franciscanos reformados de meados do século XVIII,[36] igreja e mosteiro de Santa Cruz (atual prisão)
- Políptico de Grudziądz (virada dos séculos XIV e XV) – um retábulo gótico pintado da capela do Castelo Teutônico em Grudziądz. Atualmente no Museu Nacional de Varsóvia

### Outros objetos de importância turística e histórica
- Cidadela, famosa por ser defendida por Courbière na virada dos séculos XVIII e XIX
- Prédio da Escola Normal Superior
- Antigo Seminário de Ensino
- Prédio do Correio Polonês
- Antigo albergue de Lachman (atualmente o Cartório de Registro)
- Depósito de bondes do século XIX
- Parque da cidade Piotr Janowski na rua Hallera
- Complexo de edifícios da antiga fábrica de máquinas de A. Ventzki[37]
- Moinho superior na rua Młyńska
- Ruínas da Cervejaria Grudziądz
- Biblioteca Municipal na rua Legionów com seus jardins
- Jardim Botânico

Monumentos selecionados da cidade
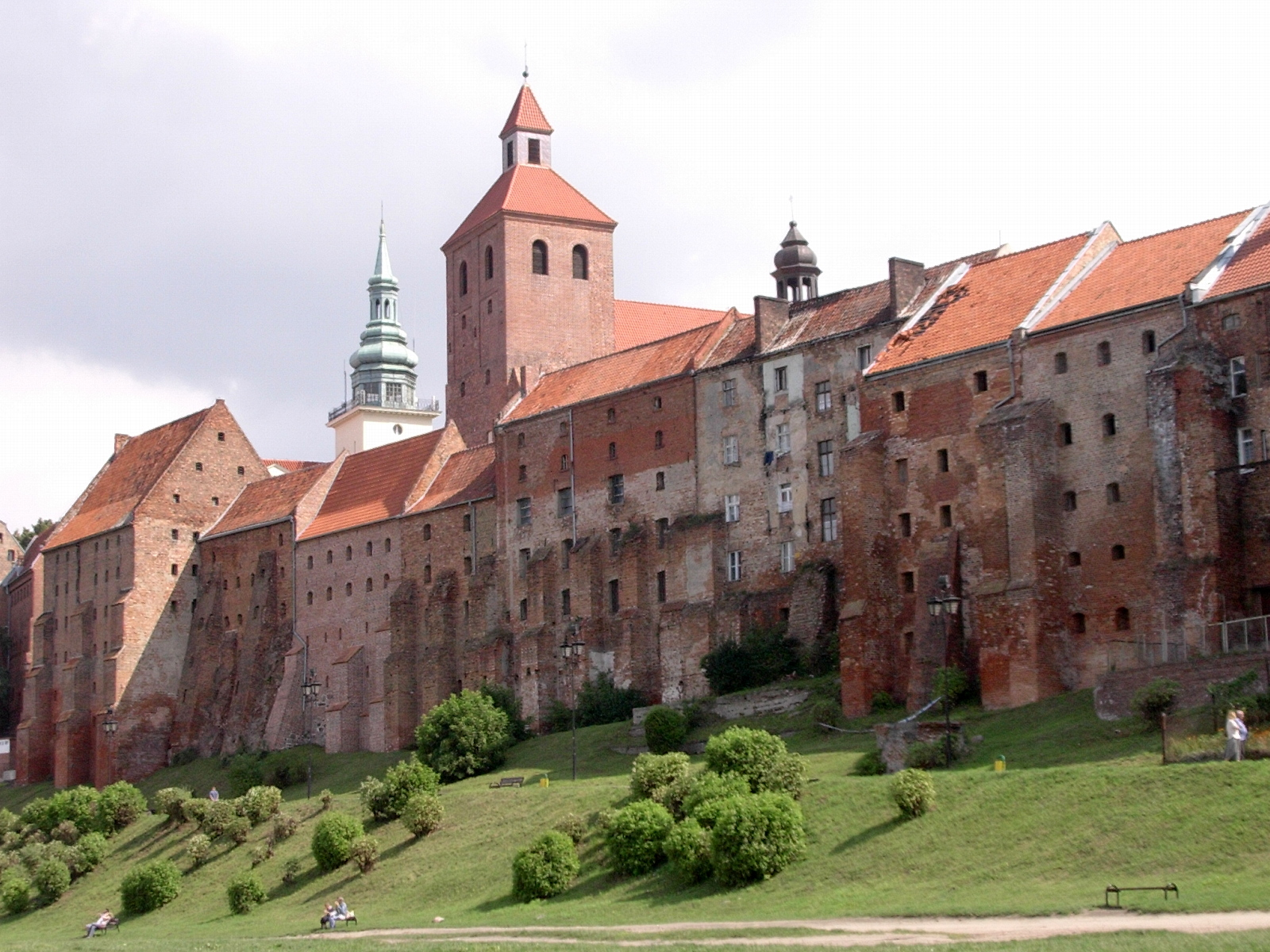
Celeiros
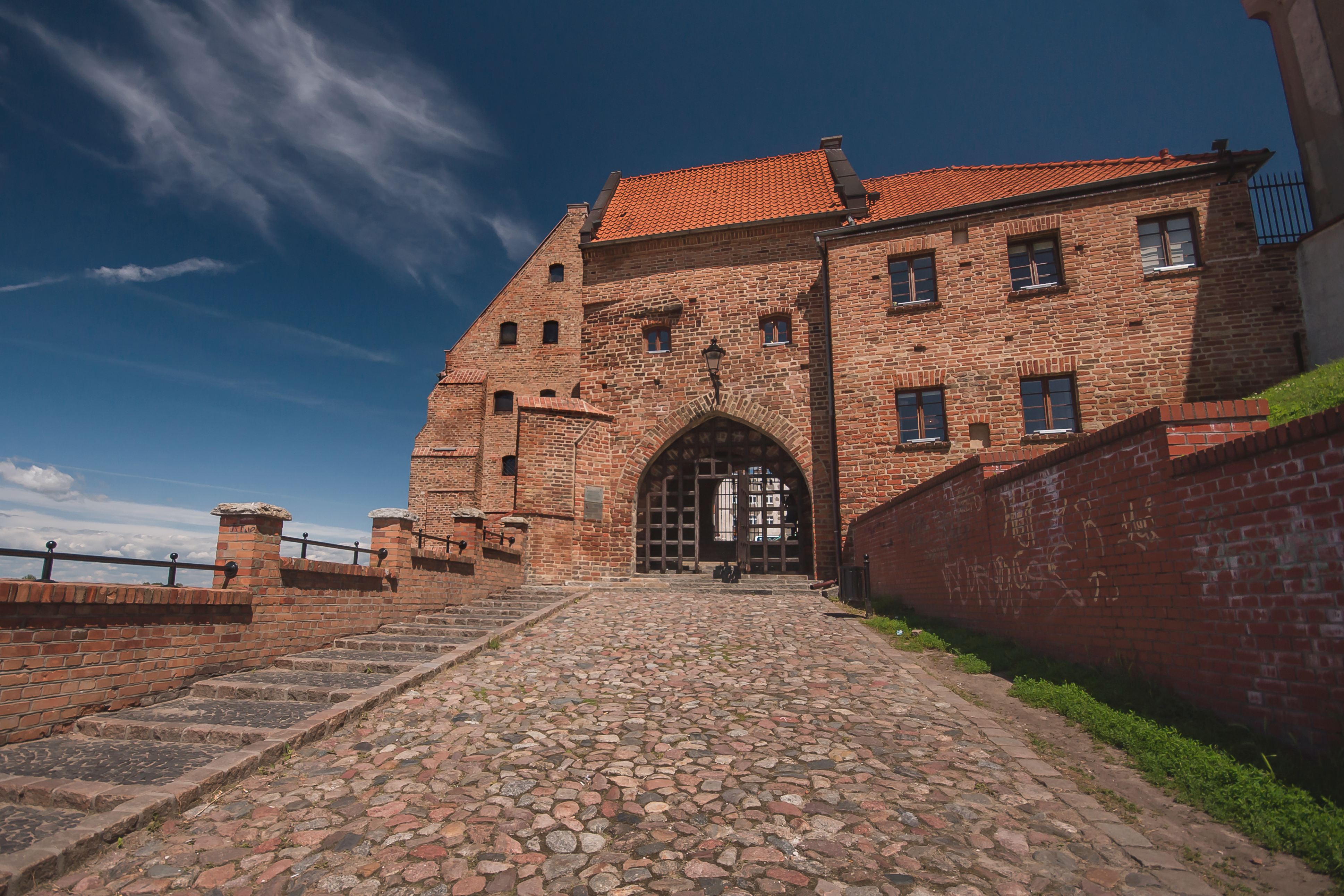
Portão da Água
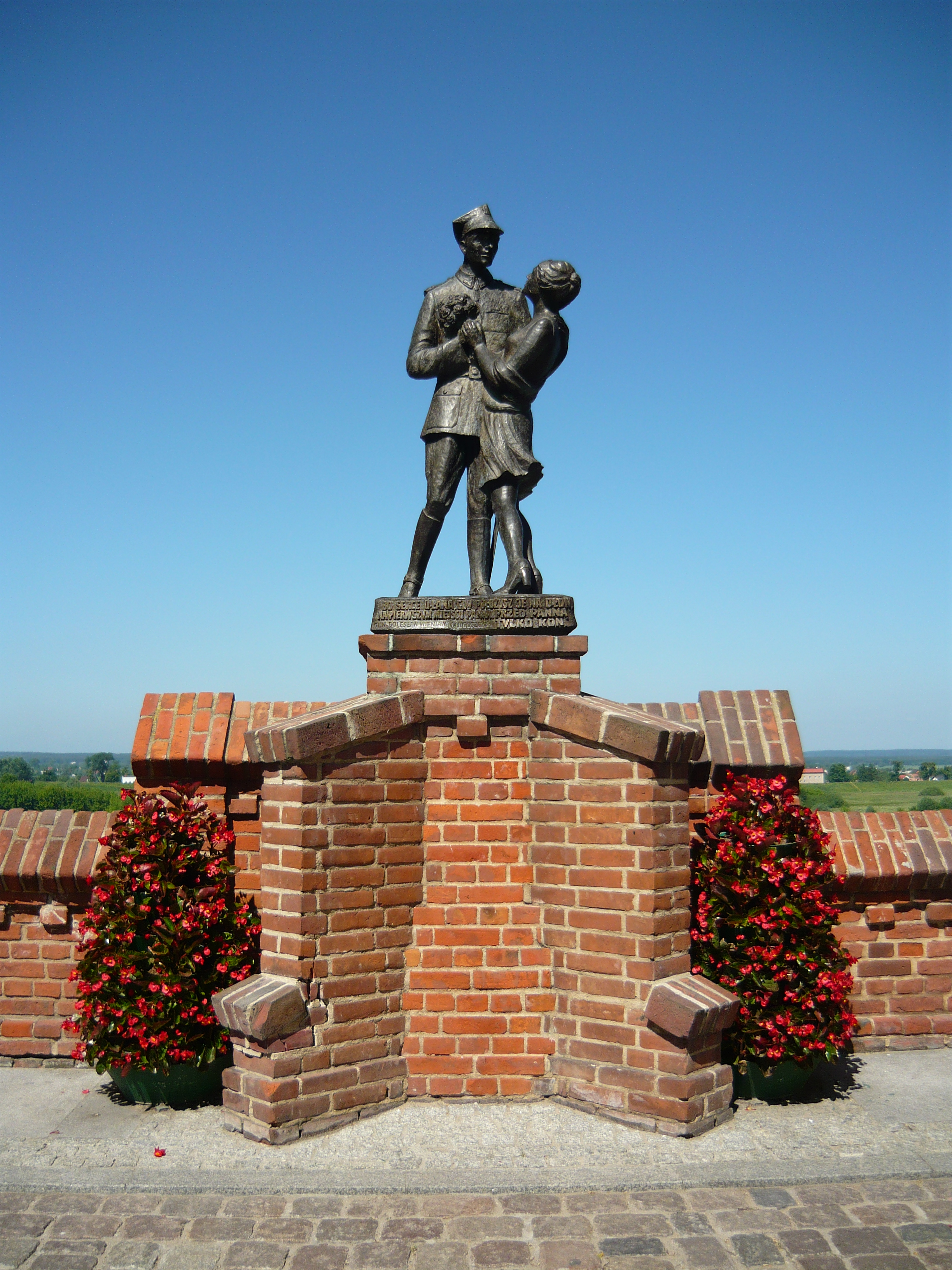
Estátua de um ulano com uma menina
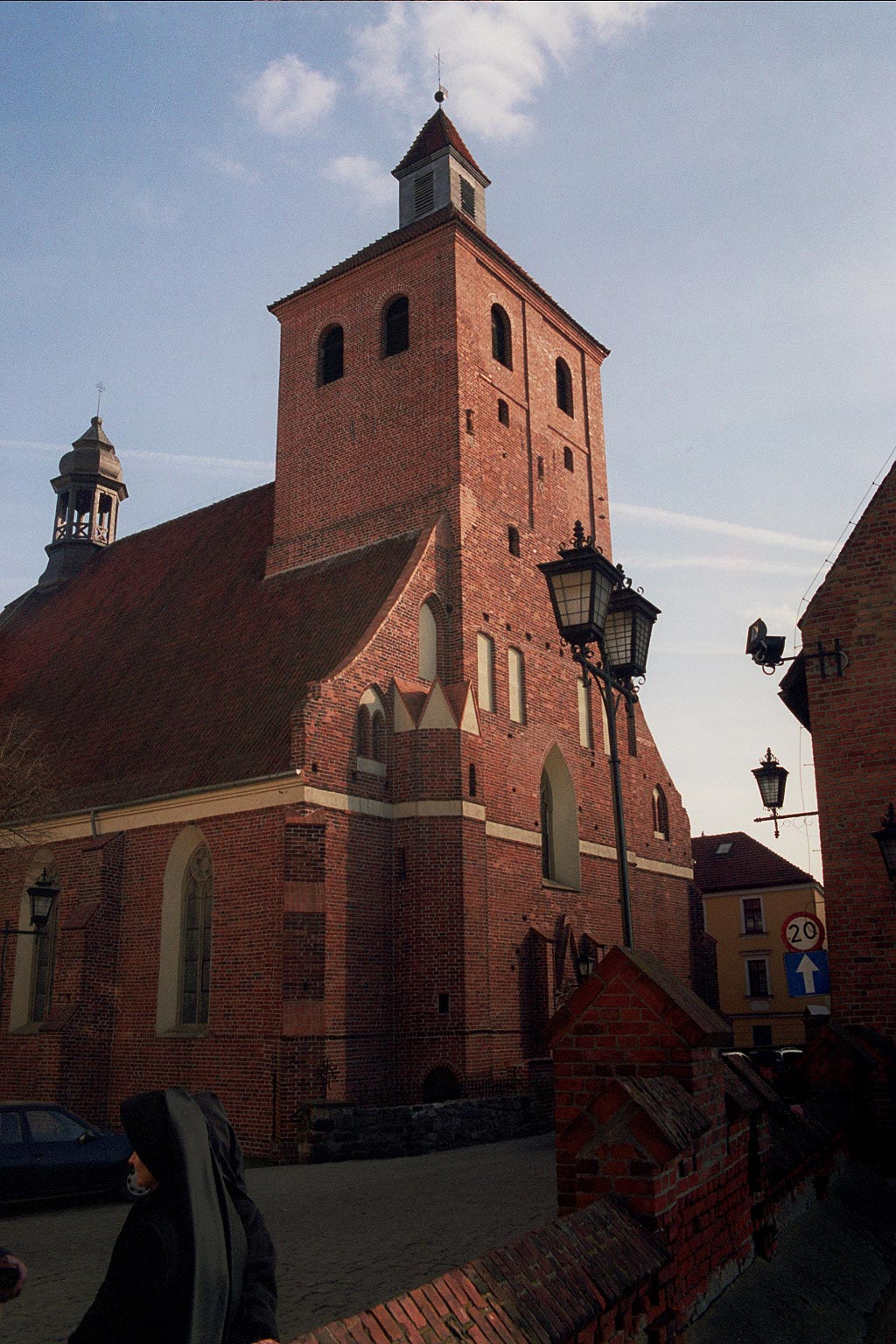
Basílica de São Nicolau
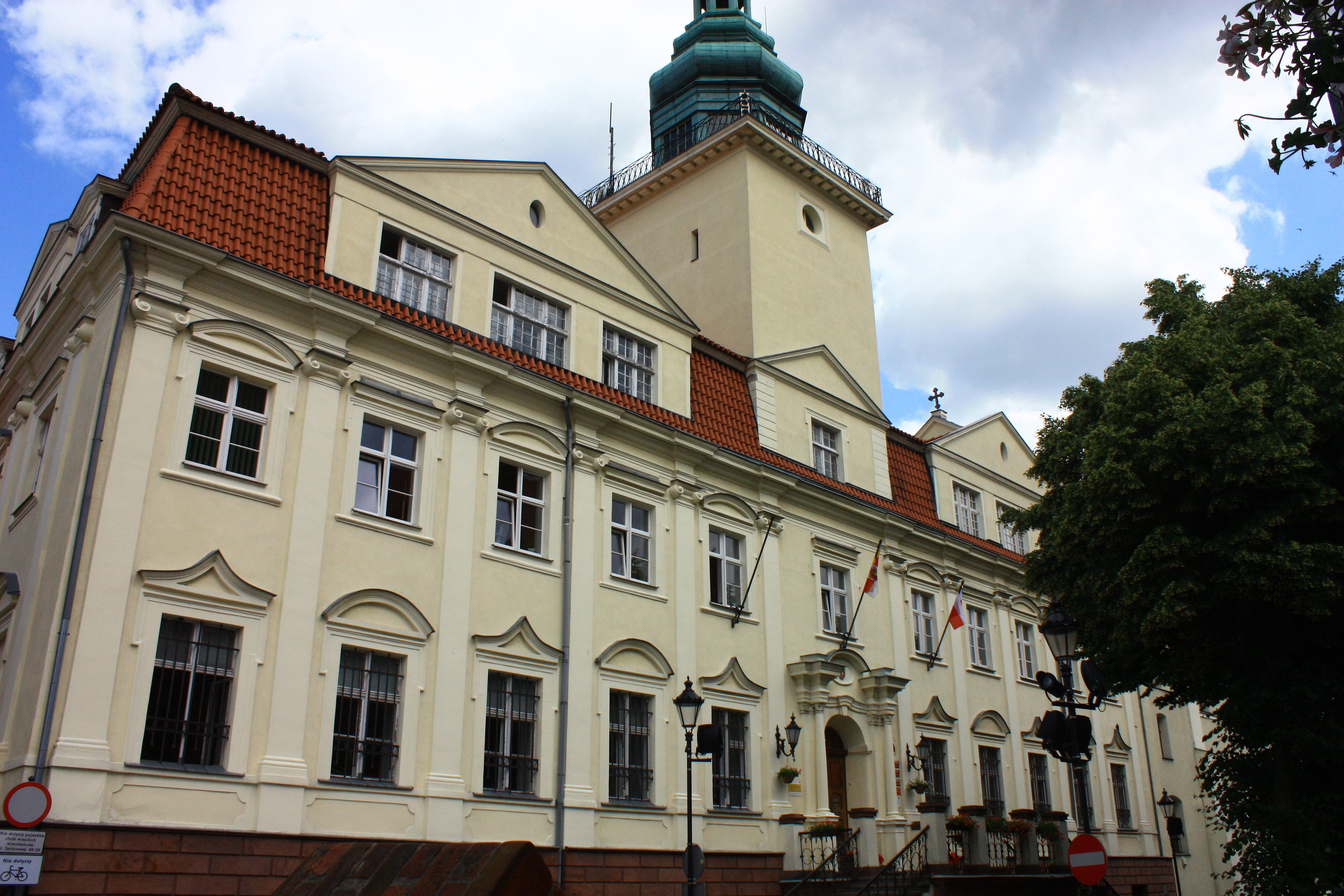
Colégio Jesuíta (atual prefeitura)
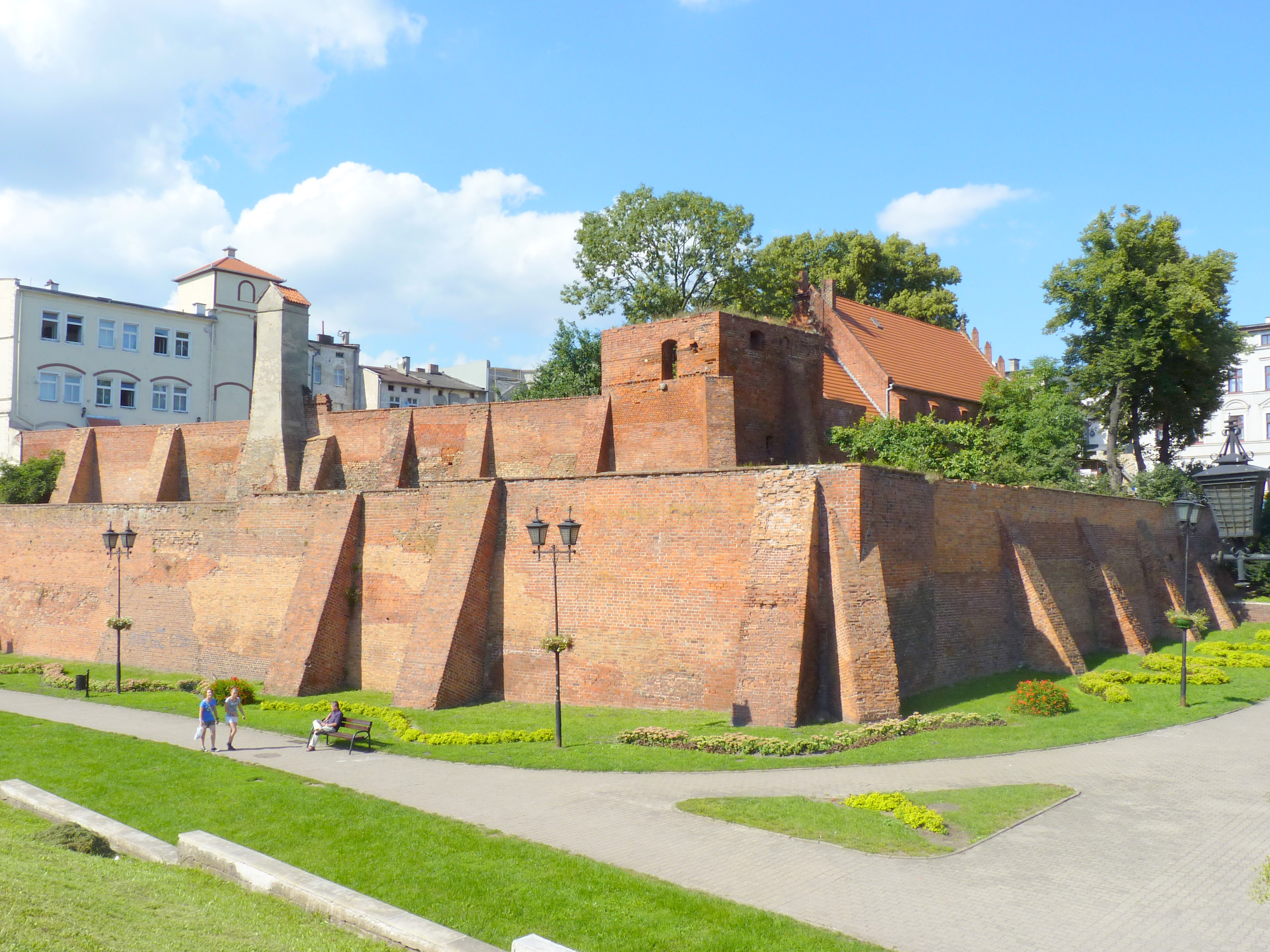
Muralhas da cidade
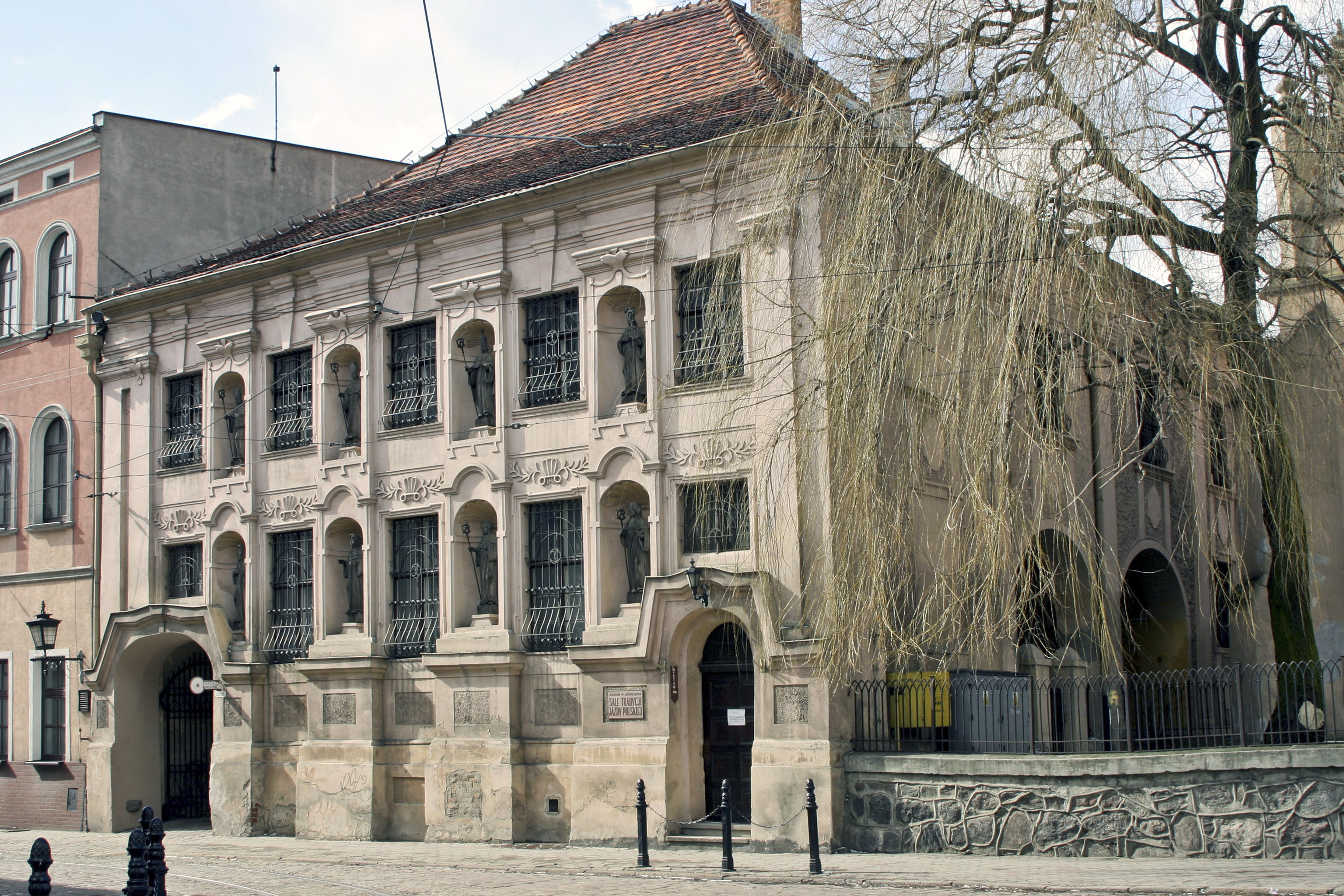
Palácio das Abadessas
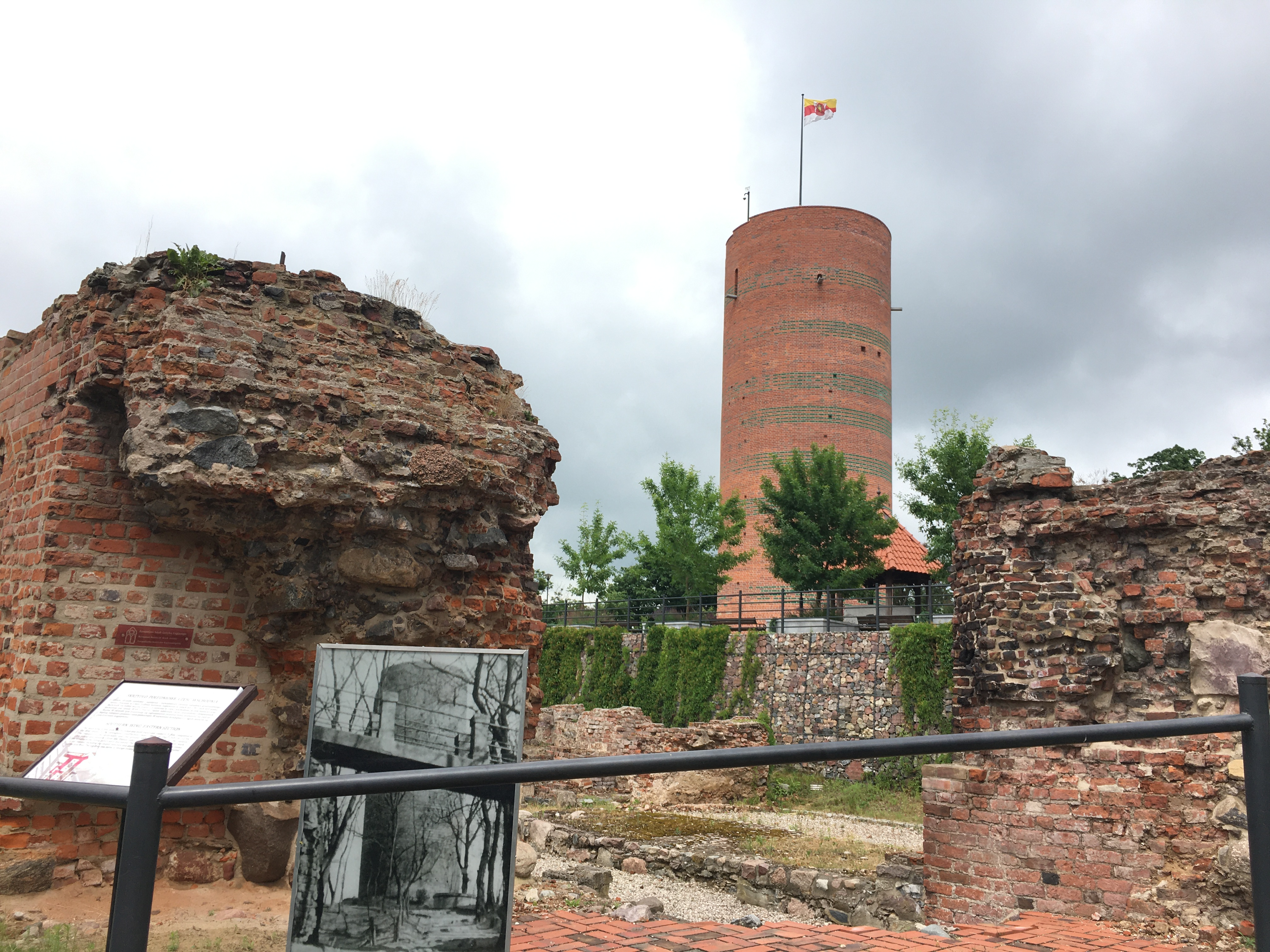
Ruínas do castelo com a Torre Klimek
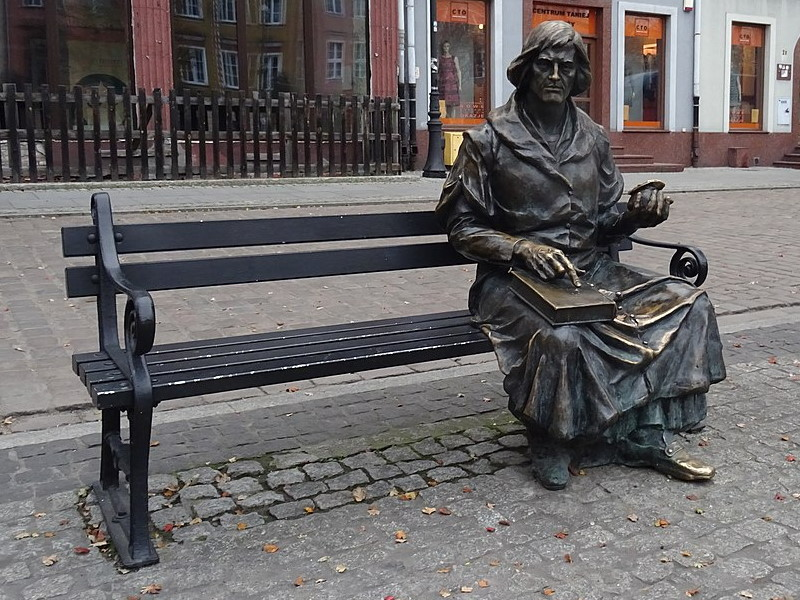
Banco de Copérnico na praça principal
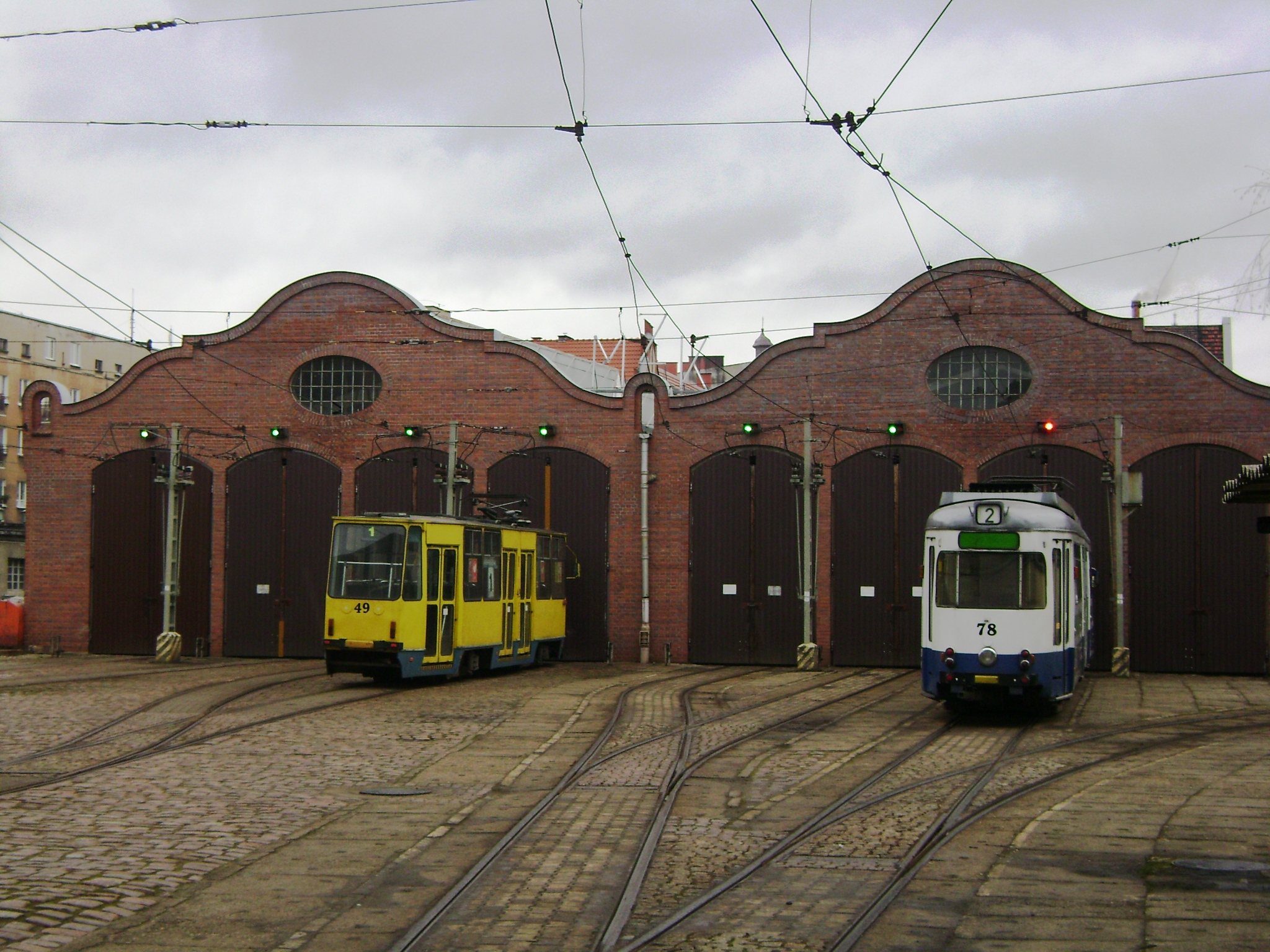
Depósito histórico de bondes
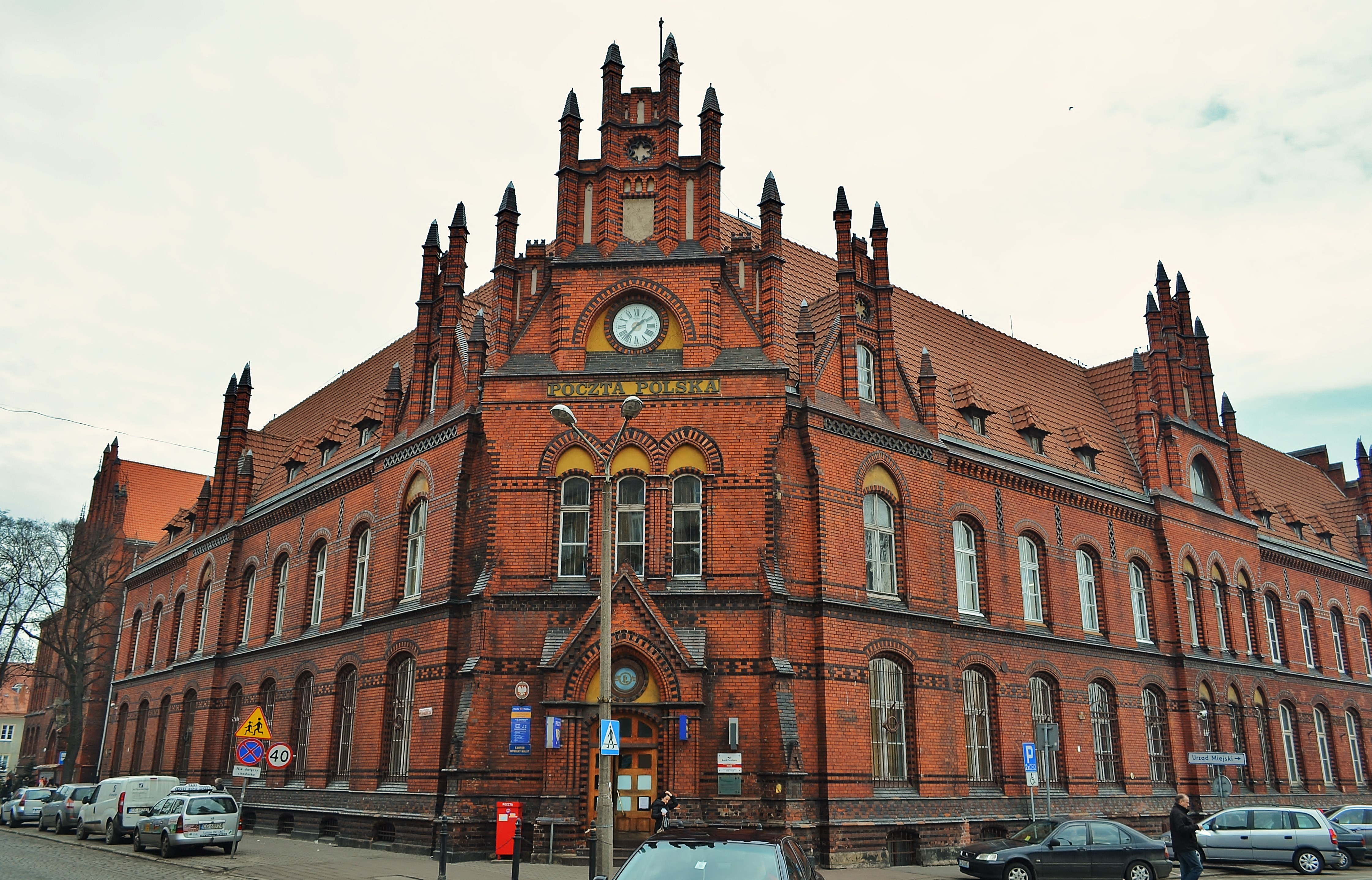
Prédio dos correios
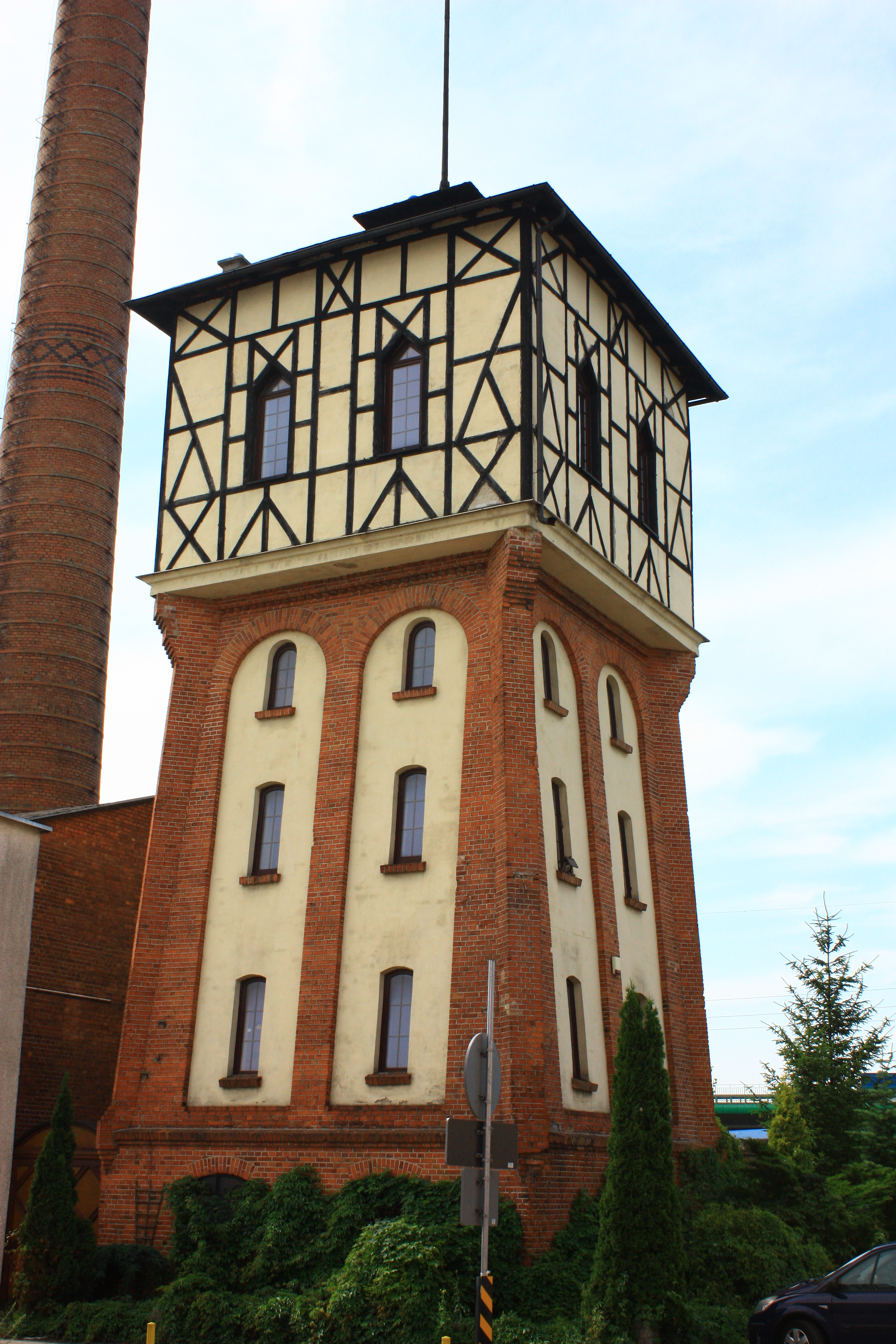
Torre de água da antiga fábrica de máquinas A. Ventzki

## Toque de corneta de Grudziądz
O toque de corneta de Grudziądz foi realizado pela primeira vez na torre do castelo “Klimek”, na Colina do Castelo, no final de 1935. A partir de então, era tocado diariamente ao meio-dia até a eclosão da Segunda Guerra Mundial. O criador do toque de corneta foi o mestre de capela do 64PP, Stanisław Szpulecki. Após a guerra, foi tocado novamente na torre da prefeitura em 1956 e, depois de uma pausa, voltou a ser tocado em 18 de junho de 1995.

## Demografia
Conforme os dados do Escritório Central de Estatística da Polônia (GUS) de 31 de dezembro de 2023, Grudziądz é uma cidade pequena com uma população de 89 081 habitantes (4.º lugar na voivodia da Cujávia-Pomerânia e 40.º na Polônia), tem uma área de 57,8 km² (4.º lugar na voivodia da Cujávia-Pomerânia e 76.º lugar na Polônia) e uma densidade populacional de 1 542 hab./km² (10.º lugar na voivodia da Cujávia-Pomerânia e 495.º lugar na Polônia). Entre 2002–2021, o número de habitantes diminuiu 7,6%.
Os habitantes de Grudziądz constituem cerca de 4,45% da população da voivodia da Cujávia-Pomerânia.
| Descrição                         | Total      | Total    | Mulheres   | Mulheres | Homens     | Homens   |
| --------------------------------- | ---------- | -------- | ---------- | -------- | ---------- | -------- |
| unidade                           | habitantes | %        | habitantes | %        | habitantes | %        |
| população                         | 89 081     | 100      | 46 903     | 52,7     | 42 178     | 47,3     |
| área                              | 57,8 km²   | 57,8 km² | 57,8 km²   | 57,8 km² | 57,8 km²   | 57,8 km² |
| densidade populacional (hab./km²) | 1 542      | 1 542    | 812,63     | 812,63   | 729,37     | 729,37   |

### População
Até 1994, a população de Grudziądz cresceu constantemente (entre 1980 e 1994, o aumento foi de quase 15%), porém, nos últimos anos, houve um crescimento populacional real negativo. A densidade populacional está em um nível característico das grandes cidades polonesas e chega a 1 542 pessoas por 1 km² (2023). A maioria dos habitantes são mulheres (aproximadamente 47 000). A população de Grudziądz está empregada principalmente em manufatura, comércio e serviços, educação, administração e assistência médica. Em 2023, Grudziądz tinha uma população de 89 081 habitantes.

## Economia
A Zona Econômica Especial da Pomerânia está localizada na cidade desde 2007.

### Comércio

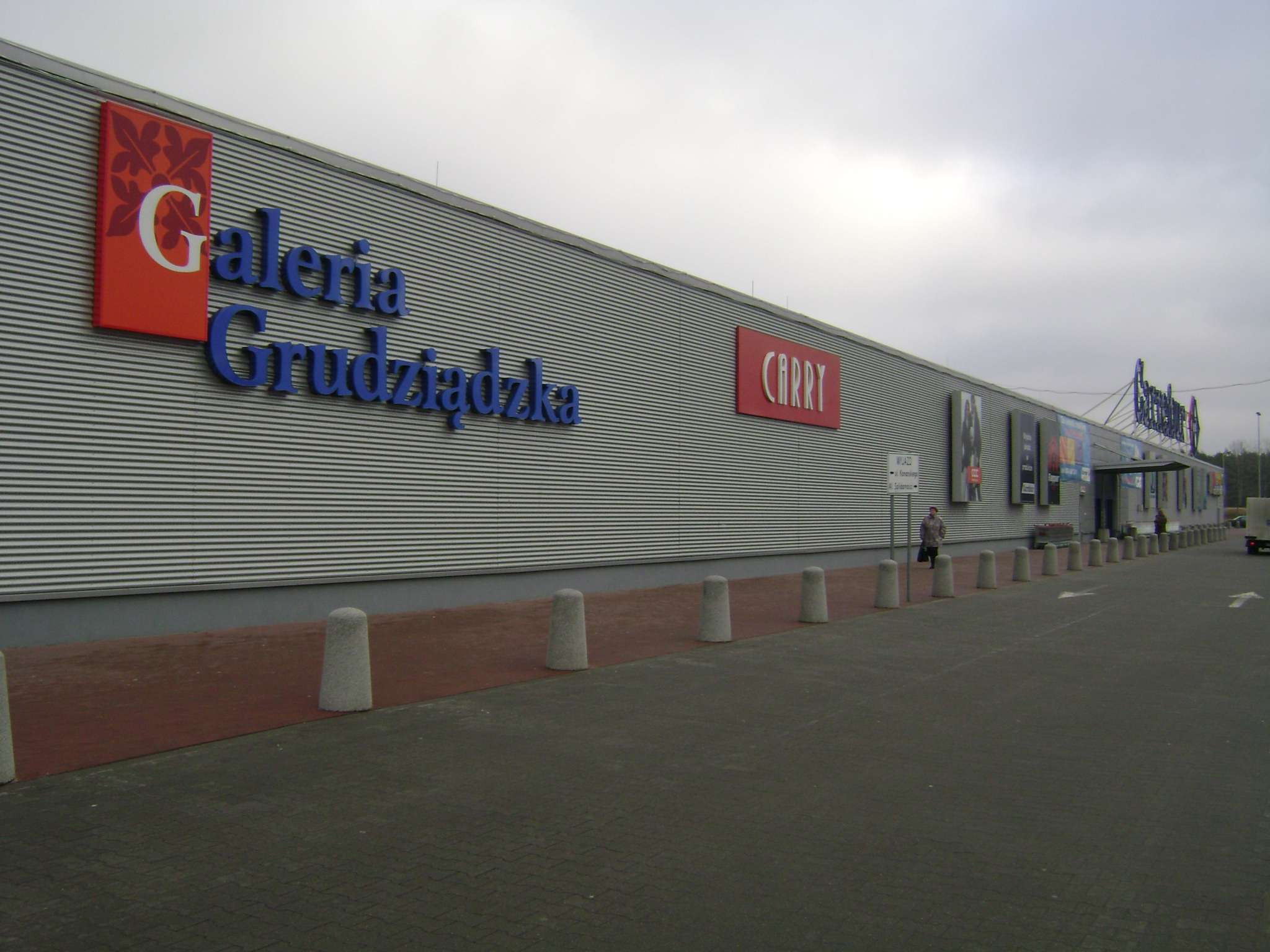
Galeria Grudziądzka

Há quatro centros comerciais, um parque de varejo e uma loja de departamentos, além de muitos supermercados e mercados, e uma Praça de Compras foi construída na cidade. Há 11 concessionárias de automóveis na cidade. Em 2012, foi inaugurado o centro comercial “Alfa”.

### ProjetoMade in Grudziądz
O projeto Made in Grudziądz foi criado em 2013 visando promover os empreendedores de Grudziądz, seus serviços e produtos e a própria cidade. Ao se unir como um grande grupo, é possível enfrentar desafios maiores. A promoção em conjunto aumenta o tráfego de clientes, e o dinheiro ganho dessa forma é gasto pelos empresários em novas tecnologias, promoção e aumento de empregos. O pré-requisito para a participação no programa é o registro da empresa no Município - Cidade de Grudziądz.

### Empresas
- Hydro-Vacuum, fabricante de bombas e sistemas de bombagem
- Unia, antiga fábrica A. Ventzki, fabricante de máquinas agrícolas
- La Rive Parfums
- Mr. Garden
- Wisła
- Polmlek
- Kitron
- Sits Industry
- Hanseática
- Schumacher Packaging
- Visscher-Caravelle Polônia
- Opec Grudziądz

## Transporte

### Transporte rodoviário

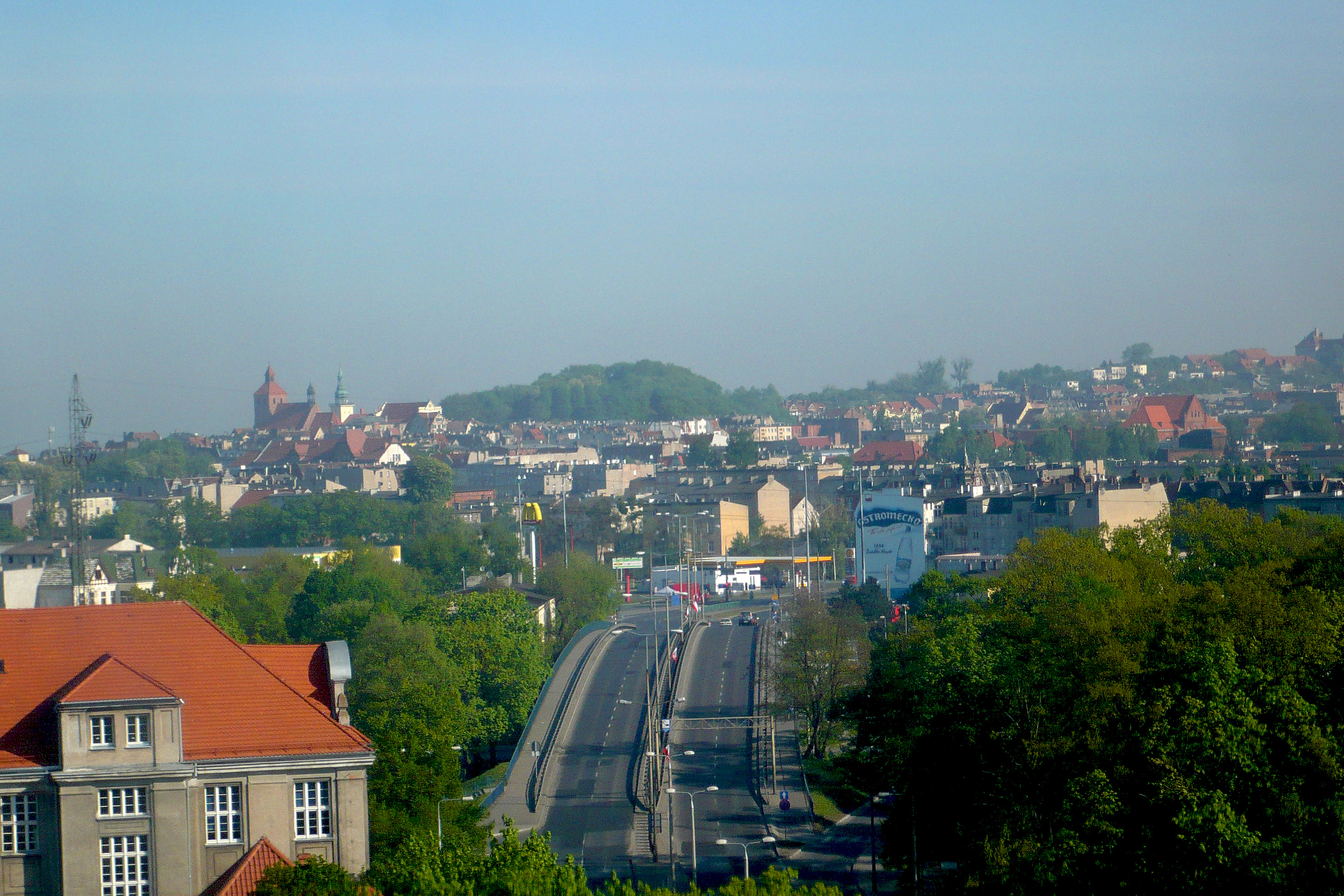
Centro da cidade visto do sul

A cerca de 5 quilômetros dos limites da cidade passa a estrada nacional nº 91, a partir da qual duas estradas nacionais atravessam a cidade: a nº 16 (Dolna Grupa — Grudziądz — Olsztyn — Ełk — Ogrodniki, fronteira nacional com a Lituânia), e a nº 55 (Stolno — Grudziądz — Kwidzyn — Malbork — Nowy Dwór Gdański). A estrada provincial n.º 534 (Grudziądz — Wąbrzeźno — Golub-Dobrzyń — Rypin) e a estrada provincial n.º 498 (Grudziądz, rua Paderewskiego — Grudziądz, rua Szosa Toruńska) também passam pela cidade. Um papel importante no desenvolvimento da cidade é desempenhado pela rodovia entre cidades, que fornece acesso à autoestrada A1, a E75, que conecta o norte e o sul da Polônia. Há quatro entroncamentos da autoestrada A1 a menos de 20 km da cidade: Warlubie, Nowe Marzy, Grudziądz e Lisewo. Grudziądz tem 379 estradas com um comprimento total de 220 km, 23 pontes, 9 passarelas e 3 viadutos com um comprimento total de mais de meio quilômetro. Mais de 40 mil veículos circulam nas estradas de Grudziądz.
Na cidade, a organização do transporte de passageiros é feita pela prefeitura. A operadora de transporte, por outro lado, é a Miejski Zakład Komunikacji (Empresa Municipal de Transporte), que opera uma linha de bonde e linhas de ônibus. Há também aproximadamente 500 táxis na cidade.

#### Rotatórias
Um total de 28 rotatórias foram construídas na cidade entre 2010 e 2025:
- Rotatória General Anders,
- Rotatória General “Nila”,
- Rotatória General “Skalski”,
- Rotatória Cardeal Stefan Wyszyński,
- Rotatória Padre Jerzy Popiełuszko,
- Rotatória Roman Dmowski,
- Rotatória Paweł Jasienica,
- Rotatória Władysław Grabski,
- Rotatória Eugeniusz Kwiatkowski,
- Rotatória General Maczek,
- Rotatória Zbigniew Herbert,
- Rotatória Witold Pilecki,
- Rotatória matemático Jan Sikorski ,
- Rotatória Edward Rydz-Śmigły,
- Rotatória dos aviadores,
- Rotatória General Stanisław Sosabowski,
- Rotatória Ryszard Kaczorowski,
- Rotatória Józef Błachnio,
- Rotatória Augustyn Bloch,
- Rotatória Irena Sendler,
- Rotatória Janusz Majewski,
- Rotatória Jan Balcer,
- Rotatória Janusz Bucholc,
- Rotatória Prof. Janusz Pasierb,
- Rotatória PePeGe,
- Rotatória Damazy Klimek,
- Rotatória dos Veteranos da Missão da ONU, da OTAN e da União Europeia,
- Rotatória Jan Cholewicz.

#### Pontes
A ponte Bronisław Malinowski, em Grudziądz, é a mais longa ponte rodoferroviária da Polônia. A ponte tem 11 vãos e 1 098 metros de comprimento.
Alguns quilômetros ao sul de Grudziądz, uma ponte rodoviária de concreto armado foi inaugurada em 2011, com 1 953,6 metros de comprimento e é a maior ponte rodoviária da Polônia.

### Trilhas de bicicleta
- Trilha ciclística internacional R1.[45]
- Trilha ciclística do Vístula.[46]
- Trilha de Grudziądz (Łąkorz - Grudziądz - Tleń)[47]

### Transporte ferroviário

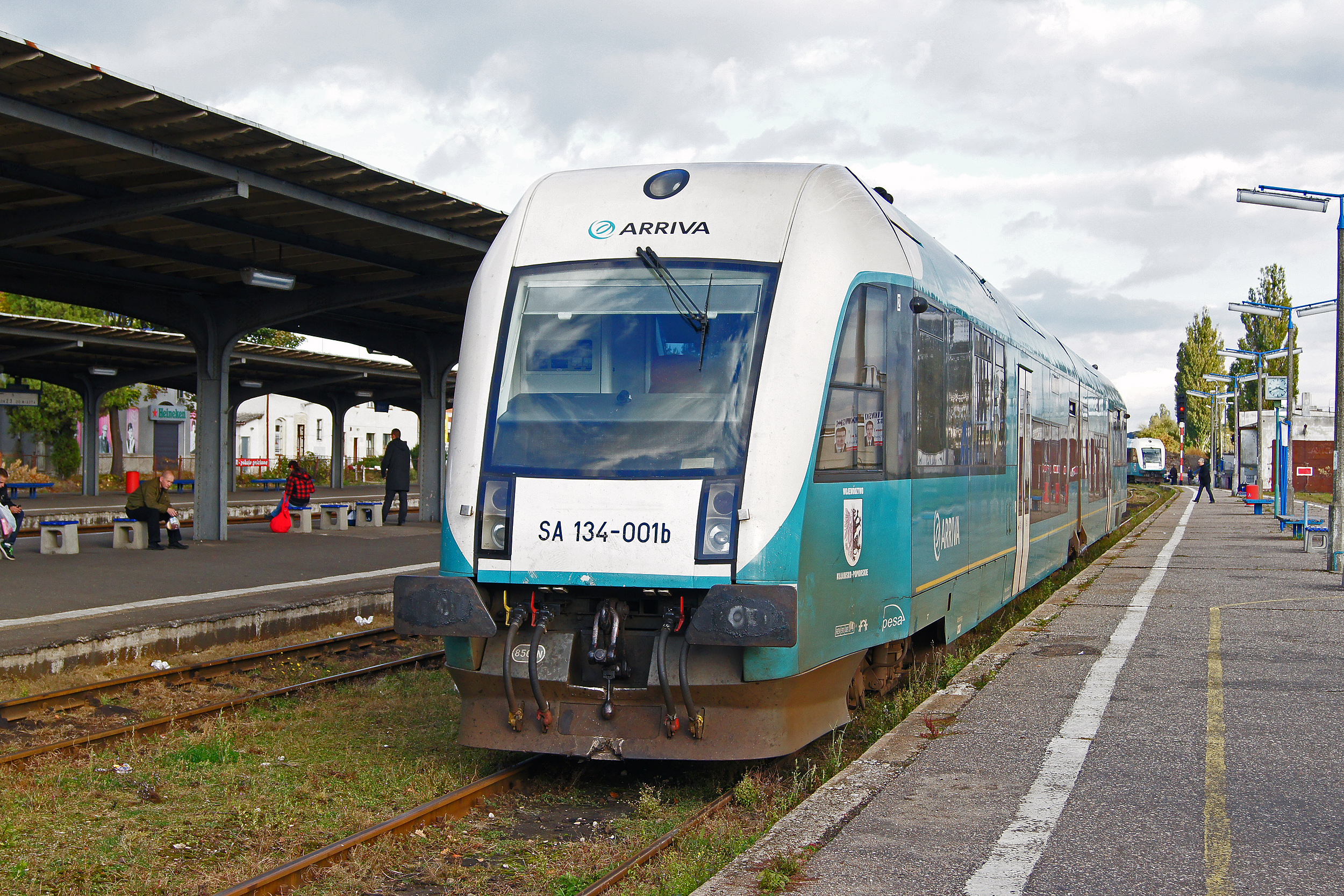
Vagão SA134 na estação ferroviária de Grudziądz

Há 2 linhas de trem não eletrificadas que passam por Grudziądz:
- Linha 207 (Toruń — Chełmża — Grudziądz — Malbork) (construção: 1882–1883; comprimento: 133,5 km; linha de 1 via)
  - Seção de 57,4 km Grudziądz — Toruń Leste inaugurada em 1 de novembro de 1882
  - Seção de 76 km Grudziądz — Malbork inaugurada em 15 de agosto de 1883
- Linha 208 (Działdowo — Brodnica — Grudziądz — Laskowice Pomorskie — Chojnice) (construção: 1878–1887 e 1930; comprimento: 200,9 km; linha de 1 via)
  - Seção de 48 km Grudziądz — Wierzchucin inaugurada em 15 de agosto de 1883
  - Seção de 109 km Grudziądz — Działdowo inaugurada em 1 de outubro de 1887

Grudziądz é a segunda maior cidade da Polônia sem ferrovias eletrificadas (depois de Gorzów Wielkopolski), e isso apesar da presença de um sistema de bonde elétrico.

#### Estações ferroviárias
Atualmente, há 7 estações ferroviárias na cidade:
- Grudziądz,
- Grudziądz Centro,
- Grudziądz Subúrbio,
- Grudziądz Owczarki,
- Grudziądz Tuszewo,
- Grudziądz Rzadz,
- Grudziądz Mniszek.

### Transporte público

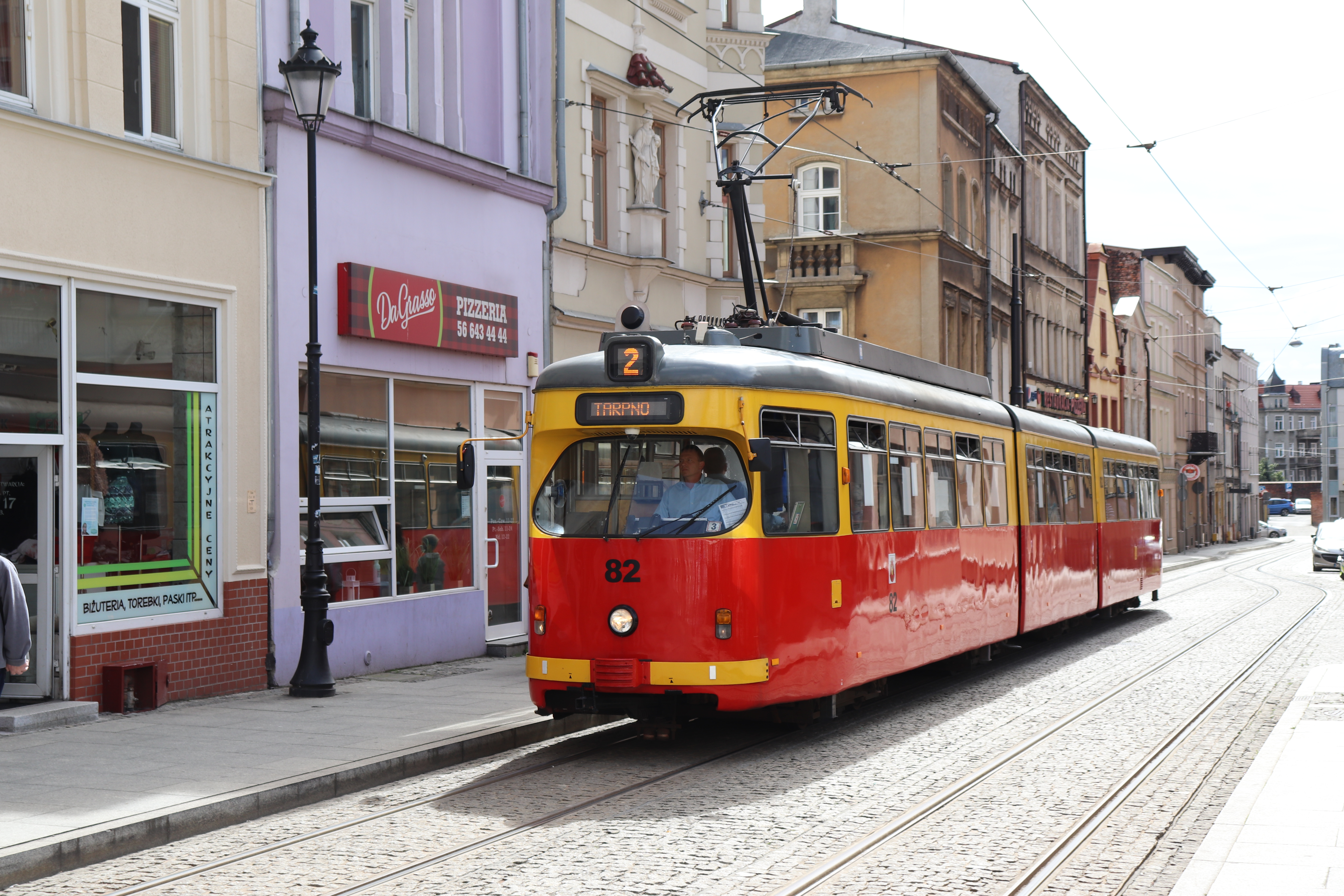
Bonde da MZK Grudziądz na praça principal

O transporte urbano em Grudziądz é gerenciado pelo Departamento de Transporte da Prefeitura. Os serviços de transporte são fornecidos pela Miejski Zakład Komunikacji (MZK), que opera conexões em 3 linhas de bonde e 18 linhas de ônibus (a partir de 1 de fevereiro de 2025). Há também 21 linhas de ônibus que fazem conexões fora da área da cidade, na comuna e no condado de Grudziądz.
Grudziądz é a menor cidade da Polônia com sua própria rede de bondes. Há três linhas de bonde na cidade (n.º 1, 2 e 3), das quais apenas a linha n.º 2 funciona. As outras duas são linhas reservas, operando apenas quando não é possível operar bondes em toda a linha n.º 2.

### Transporte interurbano

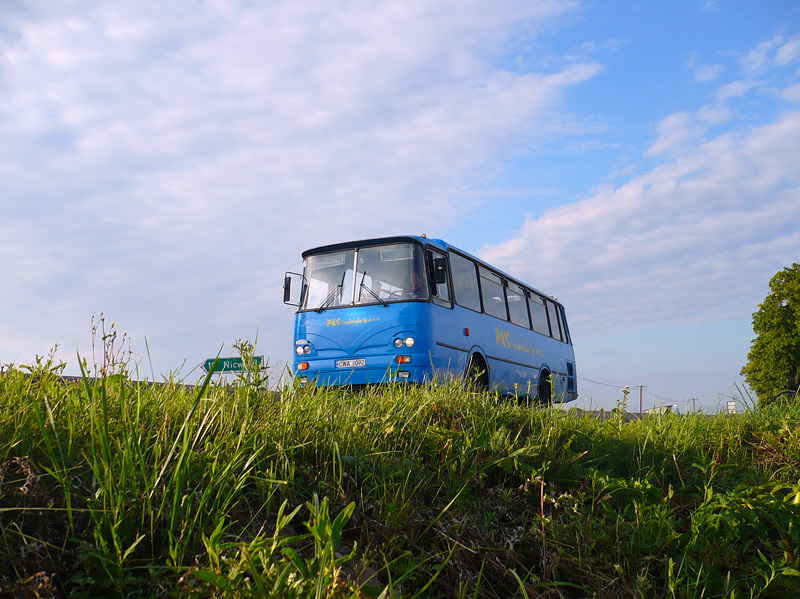
Ônibus da PKS Grudziądz em trânsito

A PKS Grudziądz Sp. z o.o. é uma empresa de transportes criada em 30 de abril de 2004 após a transformação da Przedsiębiorstwo Państwowej Komunikacji Samochodowej em Grudziądz. A empresa fornece serviços de transporte nos condados de Grudziądz, Świecie e Wąbrzeźno, bem como conexões para as maiores cidades da voivodia: Bydgoszcz, Toruń e Włocławek. A empresa também oferece serviços regulares para Varsóvia e Poznań.

### Transporte aéreo
- A aproximadamente 80 km a sudoeste da cidade está o Aeroporto de Bydgoszcz-Szwederowo.
- A aproximadamente 10 km a nordeste da cidade está o aeroporto Grudziądz-Lisie Kąty.
- A aproximadamente 8 km a leste da cidade está a pista de pouso particular para helicópteros Wielkie Lniska.
- Uma pista de pouso sanitária próxima ao hospital da cidade. Anteriormente, o pátio principal do Estádio Olimpia era usado para essa finalidade.[51]

### Segurança pública
O documento mais antigo sobre combate a incêndios em Grudziądz data de 1760. A criação do Corpo de Bombeiros Voluntários em Grudziądz foi um processo que durou de 31 de julho de 1875 a 30 de maio de 1876. Atualmente, há duas unidades de resgate e combate a incêndios e uma unidade de brigada de incêndio voluntária.

### Saúde

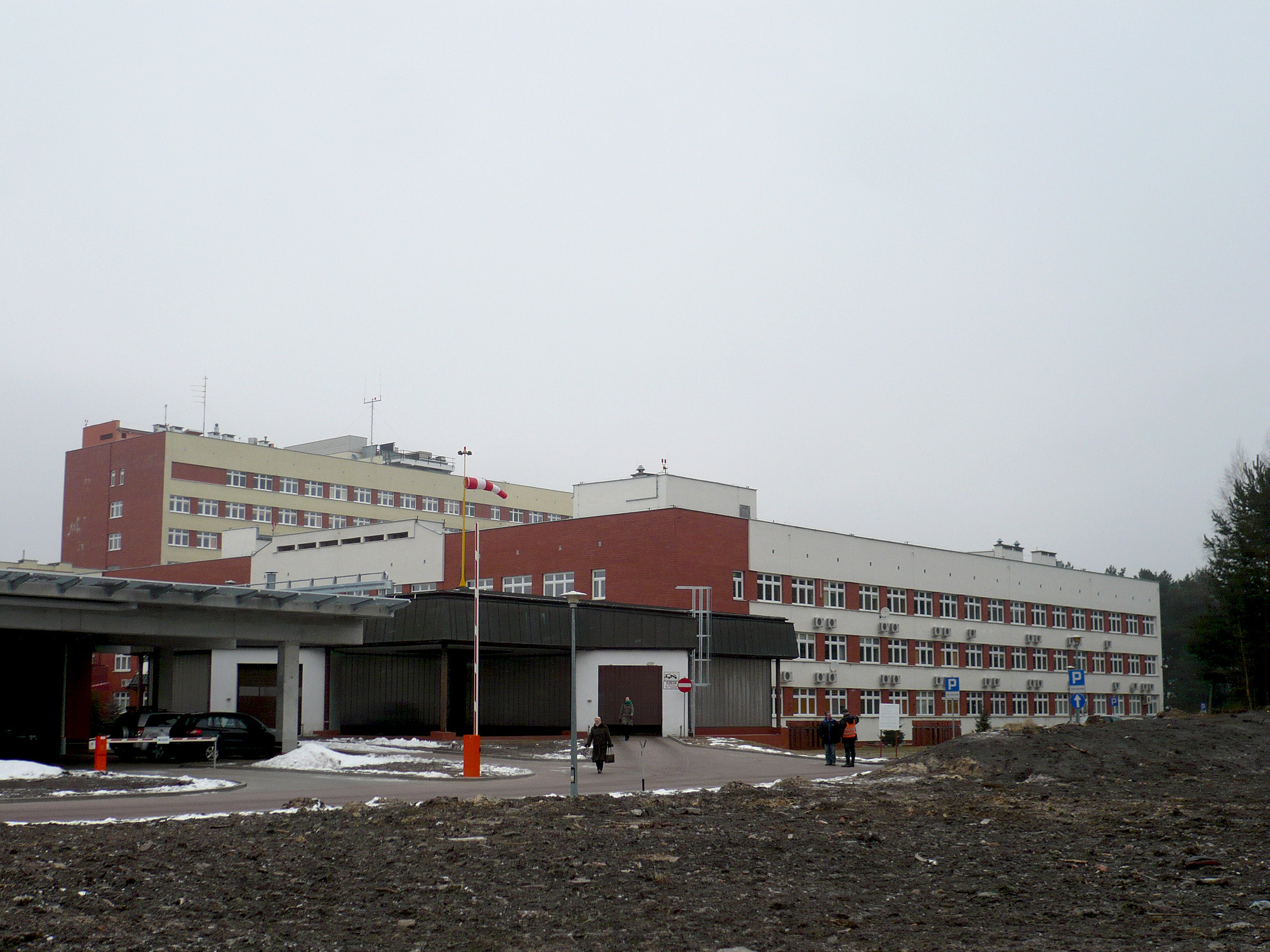
Hospital Regional Especializado

Na cidade, os serviços de saúde são fornecidos por:
- Clínica Médica Especializada Militar
- Instalações de saúde privadas
- Hospital Regional de Especialistas Dr. W. Biegański, rua Rydygiera
- Consultórios médicos individuais (serviços odontológicos)

Há um centro correcional para mulheres na cidade, o maior do gênero na Polônia.

## Educação
- Jardins de infância — 15
- Escolas primárias — 18

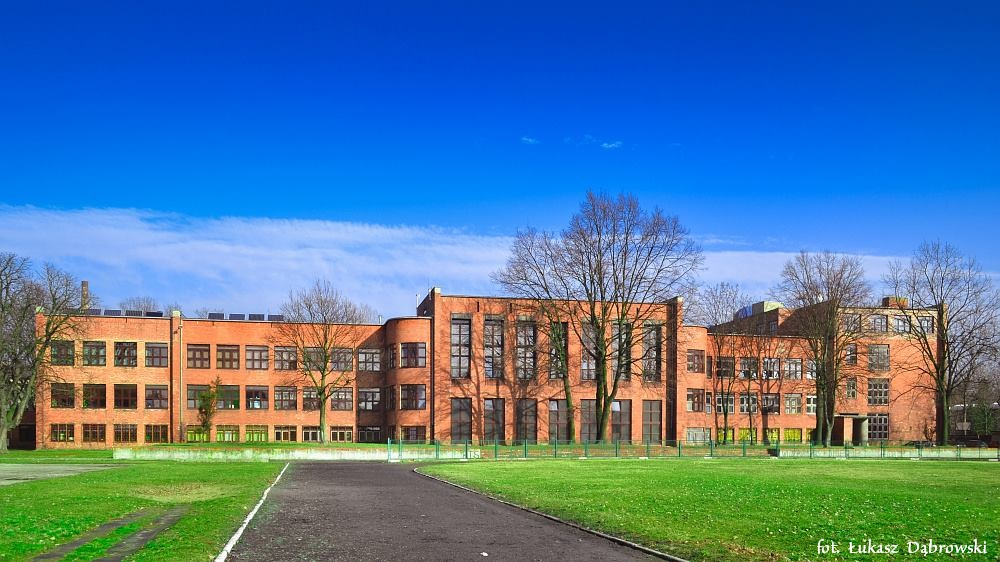
Complexo da Escola Técnica e o Planetário e o Observatório Astronômico em Grudziądz

- Complexos escolares de educação geral — 5
- Escolas secundárias — 58
- Escolas superiores — 3
- Escolas de música — 1 (1.º e 2.º graus)
- Escolas especiais — 3
- Outras — 4

## Cultura e arte

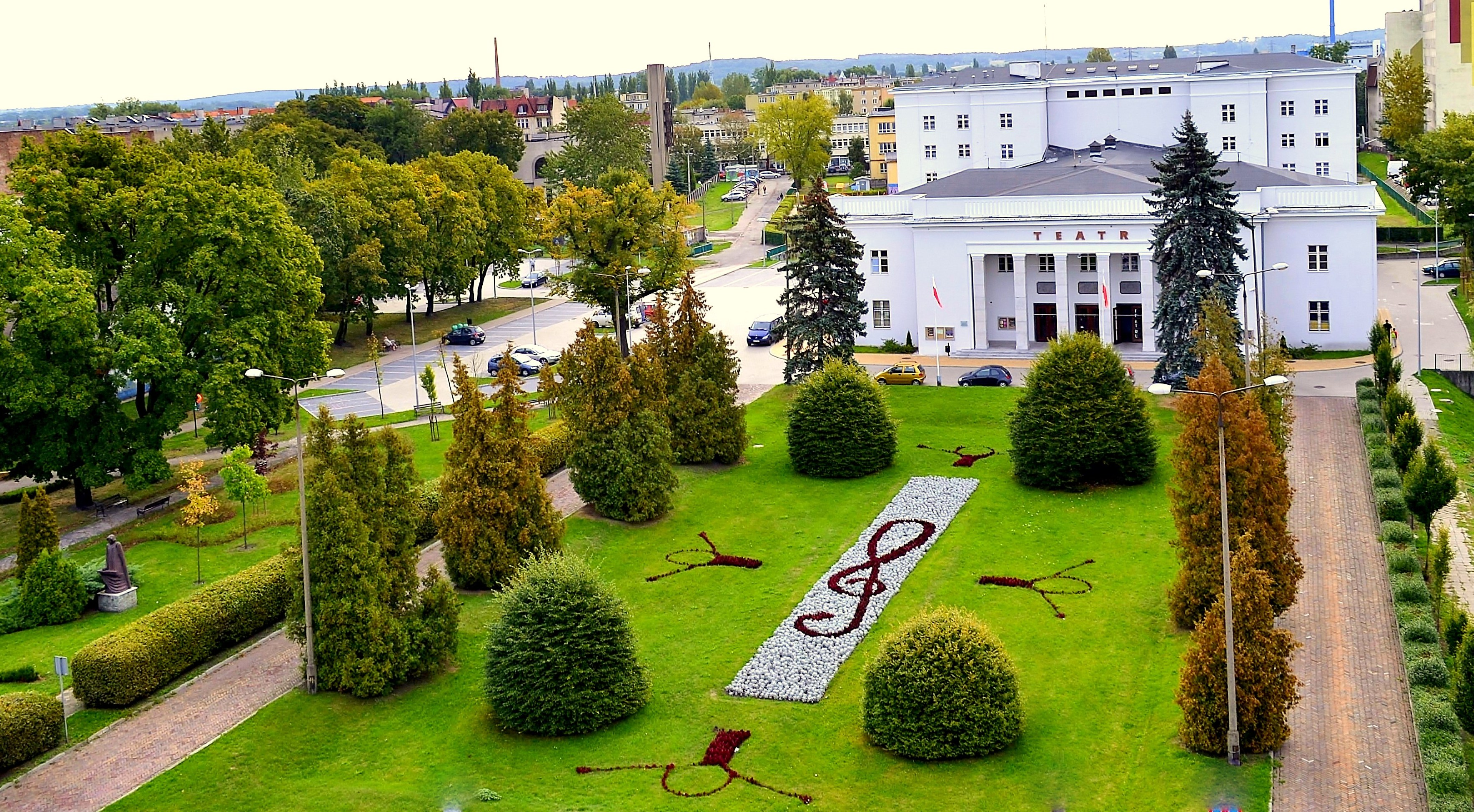
Teatro do Centro Cultural

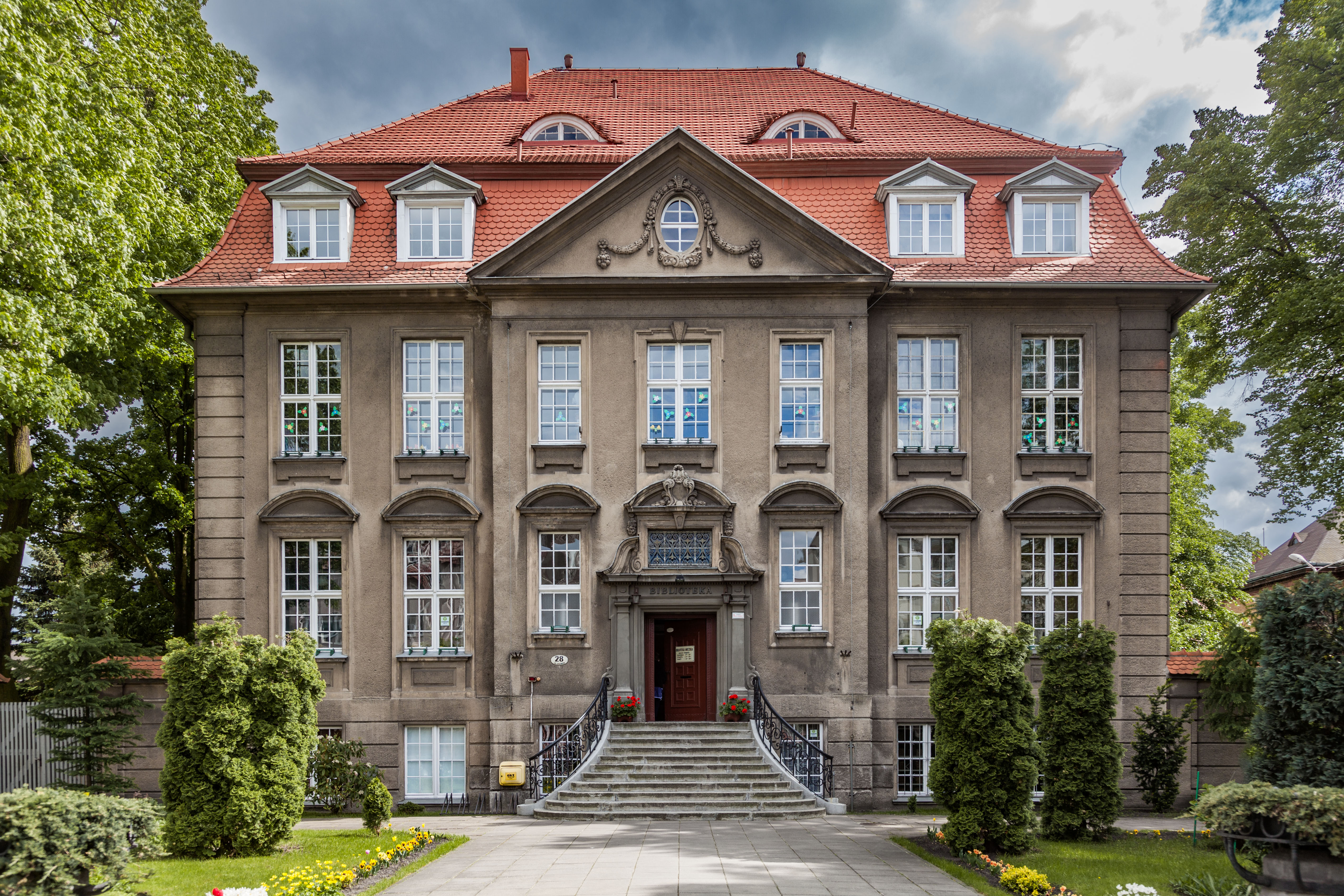
Biblioteca Municipal

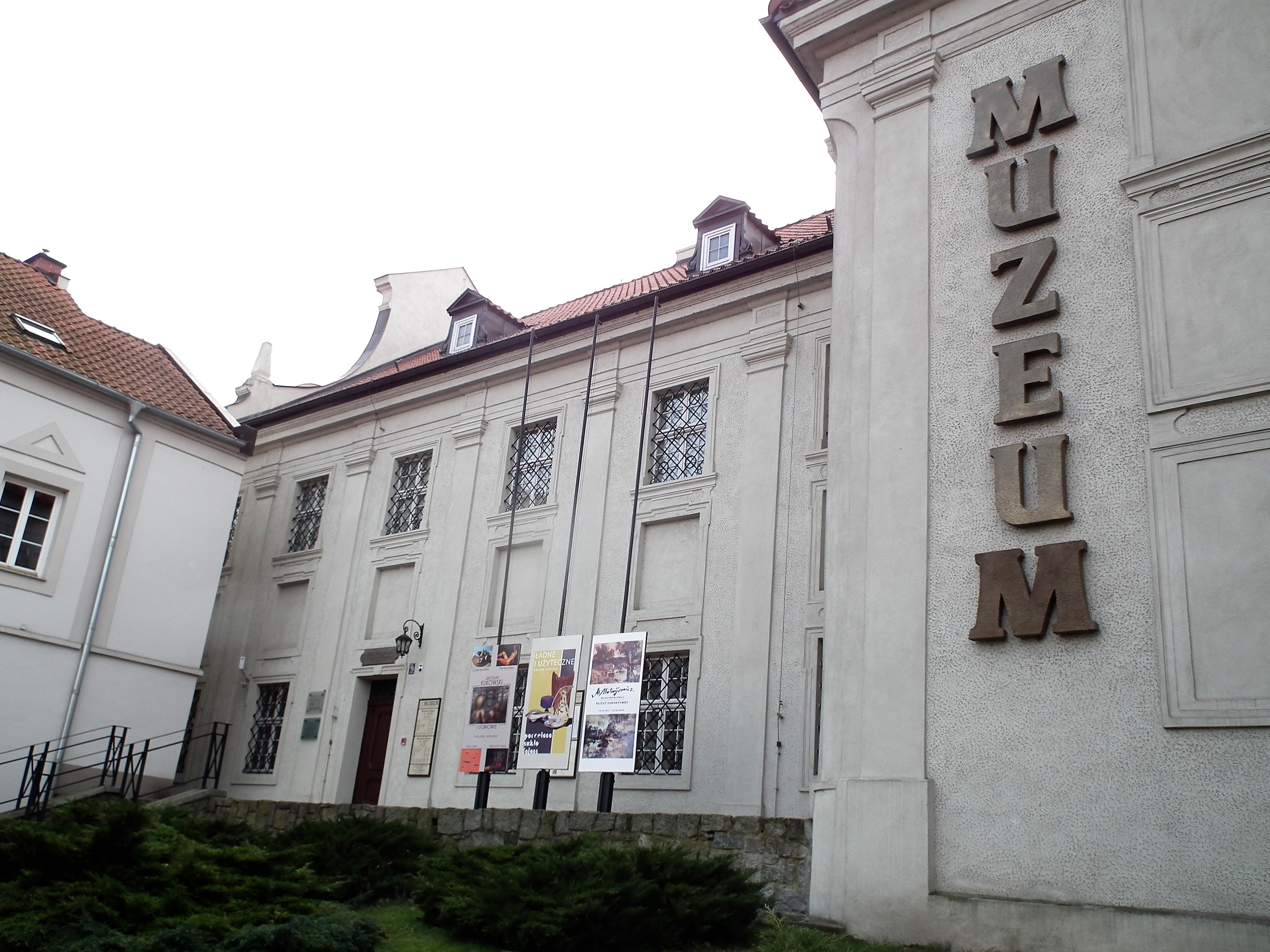
Museu (antigo mosteiro beneditino)

### Centro Cultural e Teatro
O Centro Cultural e Teatro realiza suas atividades principalmente nas instalações do teatro na rua Marszałka Focha e no “Clube Akcent” na rua Wybickiego. O CKT oferece entretenimento aos residentes e visitantes da cidade não apenas nesse local, mas também no centro histórico ou nas margens do rio Vístula.

### Biblioteca Municipal
A biblioteca municipal está em atividade há mais de 50 anos. Ela está instalada em um prédio construído entre 1908 e 1911 e, a partir de 1912, abrigou um museu e uma biblioteca alemã (“Stadt Bibliothek Graudenz”), que funcionou até 1920, quando Grudziądz recuperou sua independência e voltou para a Polônia.

### Museu
O museu municipal está instalado em um antigo convento beneditino e em edifícios que fazem parte dos celeiros. O prédio foi construído no estilo barroco entre 1729 e 1731. A instituição, graças à diversidade de suas exposições, permite desenvolver muitos interesses diferentes, familiariza os visitantes com a cultura material e espiritual e oferece uma oportunidade de aprender sobre as tendências atuais da arte.

### Associação Cultural Grudziądz
Fundada em 1976, ela realiza intensas atividades culturais e editoriais.

### Corais
- Alla Camera
- Echo – Chór Męski
- Maksymilianum
- Soli Deo
- Boni Cantores
- Tibi Mariae
- Cantabile
- Sursum Corda
- The G Singers
- Chór Kolegiata
- AfterView

### Bandas associadas à cidade
- Cela nr 3
- Faust Again

### Cinemas
Atuais:
- “Klub garnizonowy” (não usado em público)
- “Helios” (cadeia de cinemas, localizada no centro comercial “Alfa”)

### Lendas e mitos relacionados a Grudziądz

#### Cerco de Grudziądz pelos suecos

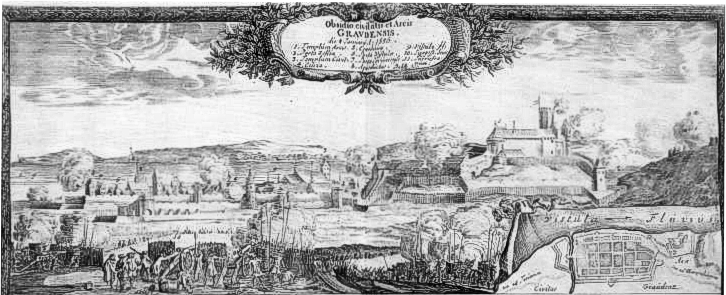
Erik Dahlbergh, Cerco de Grudziadz pelos suecos em 1656

Essa lenda conta como o castelo de Grudziądz foi sitiado sem sucesso pelos suecos por sete anos. O invasor queria esperar até que a cidade ficasse sem comida e seus habitantes se rendessem por conta própria. A maioria da tripulação e dos habitantes da cidade estava pronta para se render aos suecos. Um dia, um morador da cidade chamado Michalko teve uma ideia brilhante. Ele colocou a cabeça do último boi e um pedaço de pão em um canhão e o disparou para o outro lado do rio Vístula, onde os suecos estavam esperando. Quando eles viram que os habitantes ainda tinham um suprimento tão grande de alimentos que podiam ser disparados do canhão, decidiram abandonar o cerco ao castelo.

#### Edwiges e o poço do castelo
Enquanto o exército sueco ocupava Grudziądz, uma bela moradora da cidade chamada Edwiges se apaixonou perdidamente por um oficial sueco, e com reciprocidade! O amor deles era tão grande que planejaram fugir juntos para a Suécia. Quando o pai de Edwiges (um grande patriota) soube disso, ficou furioso e ordenou o assassinato do amado de sua filha, que estava esperando por Edwiges no poço do castelo. Quando a escolhida de seu coração chegou ao local, sofreu um grande choque e entrou em desespero ao ver o corpo morto de seu amado. Em desespero, ela jogou todos os objetos de valor que havia preparado para a viagem no poço profundo e entrou no mosteiro beneditino local. Segundo a lenda, até hoje ninguém conseguiu extrair esses tesouros.

#### Como Nicolaus Copernicus projetou o Canal Trynka

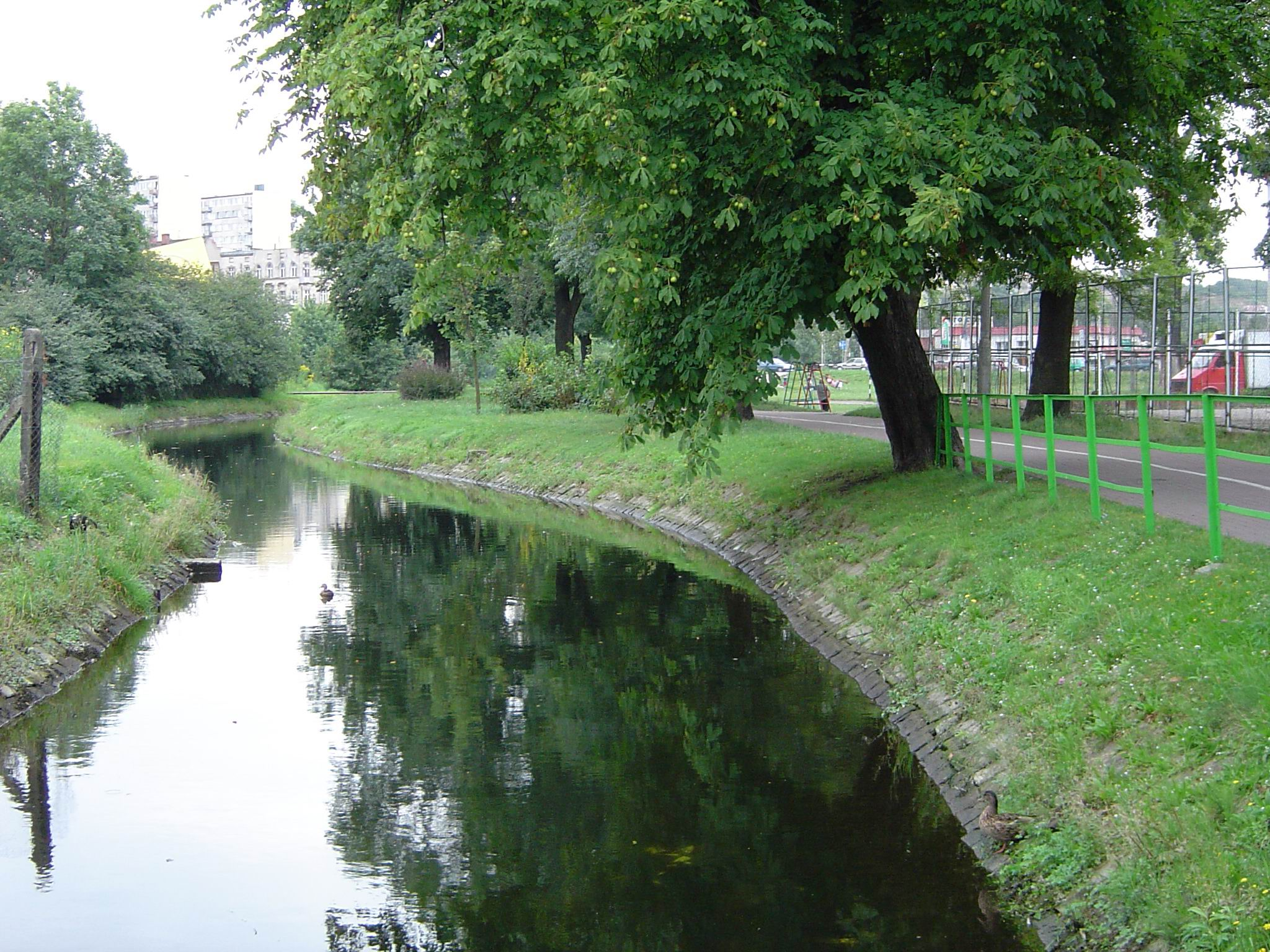
Canał Trynka

Grudziądz estava situada às margens do rio Vístula, mas suas águas não eram adequadas para beber. Por esse motivo, no século XIII, os burgueses trouxeram água para a cidade do lago Tuszewo, localizado a leste da cidade. Para esse fim, o córrego que fluía do lago para o Vístula foi ampliado. Isso criou um córrego que poderia acionar os moinhos dos Cavaleiros Teutônicos (daí o nome posterior Potok Młyński). No entanto, as águas do lago logo se esgotaram, então foi necessário encontrar uma nova fonte de água potável. Essa fonte foi encontrada nas florestas ao redor do assentamento de Węgrowo (hoje o vilarejo de Pastwiska). Em 1386, os habitantes começaram a construção de um canal de 8 km de comprimento, chamado de Rów Hermana (em homenagem ao seu criador). Após ser conectado ao córrego do Moinho, o canal forneceu água suficiente para os 150 anos seguintes. Infelizmente, no início do século XVI, essas fontes também se esgotaram e a cidade começou a ficar sem água (além disso, as águas do Vístula estavam contaminadas com a bactéria da cólera). Em março de 1522, foi realizado um sejmik geral em Grudziądz, ao qual Nicolau Copérnico compareceu em 21 de março. Diz a lenda que, quando o grande estudioso soube dos problemas dos habitantes de Grudziądz, decidiu imediatamente ajudá-los. Após estudar cuidadosamente os mapas dos arredores da cidade, ele propôs a escavação de um canal para levar as águas do rio Osa para a cidade e depois para o Vístula. Os habitantes enviaram uma solicitação a Sigismundo I, o Velho, pedindo permissão para construir um novo canal, mas a construção só foi autorizada por seu filho, Sigismundo Augusto. O comissionamento do canal Trynka ocorreu em 1552, durante a estadia do rei em Grudziądz.

#### O amor infeliz entre Kasia e Johan

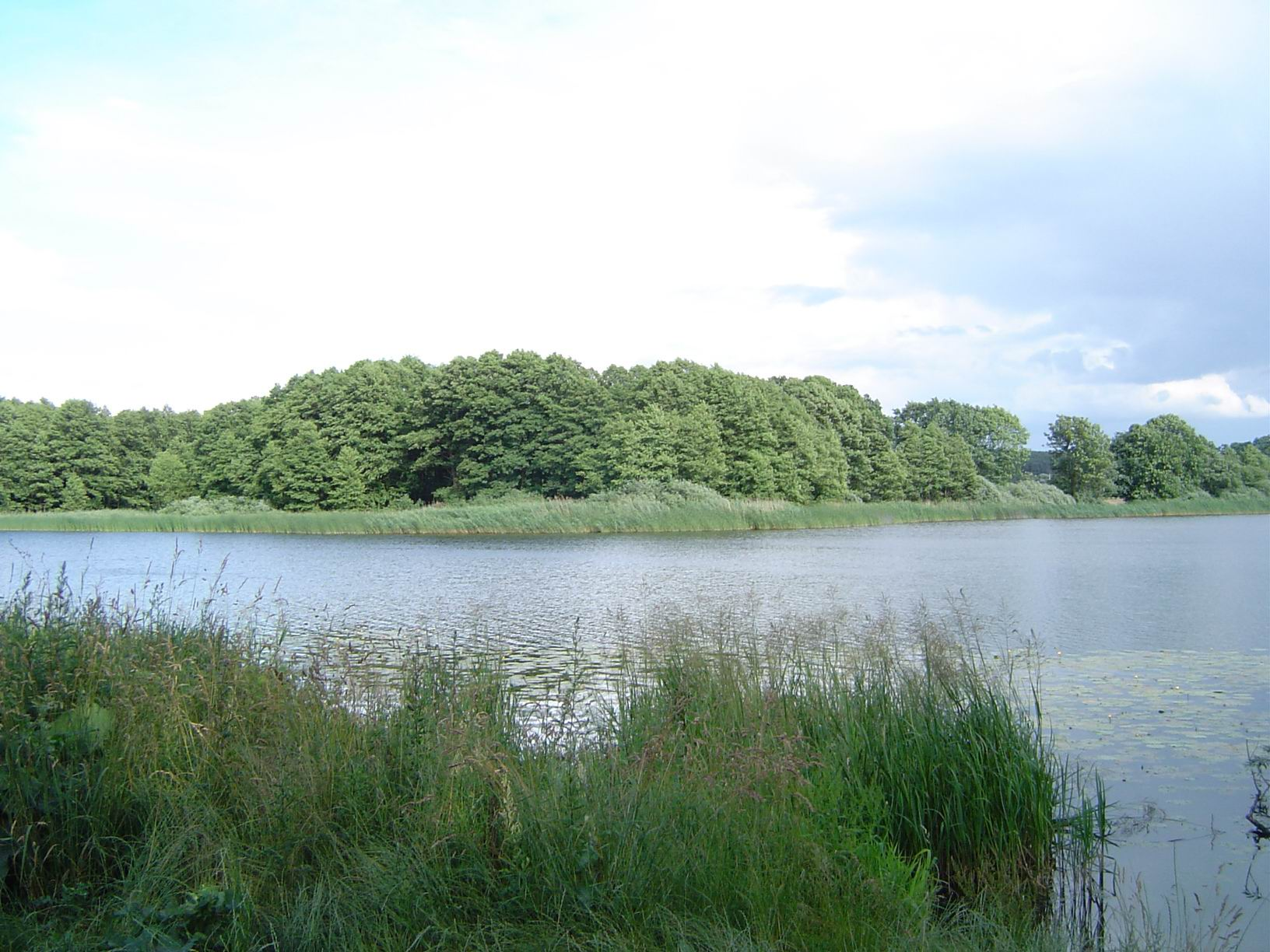
Lago Tarpno

No final do século XVI, o starosta de Grudziądz, Jan Zborowski, trouxe colonos de Olędrzy (menonitas) para a cidade. Eles se estabeleceram, entre outros, em Owczarki, fundando um assentamento e construindo as primeiras casas. Em um ano, na Noite de Verão, os jovens locais se reuniam no canal Trynka, onde jogavam guirlandas na água e dançavam ao redor de fogueiras. Um jovem neerlandês chamado Johan juntou-se aos jovens de Grudziądz. Ele notou uma bela garota de cabelos dourados no meio da multidão de jovens. A bela, chamada Kasia, também viu o belo estrangeiro. Os jovens se apaixonaram à primeira vista. Mas e daí, se a moça já estava noiva de Kacper (filho do moleiro de Klodka)? O amor do jovem casal era tão grande que, apesar das constantes adversidades, eles se encontravam em segredo. No entanto, sua felicidade não durou muito, pois Kacper descobriu tudo. O moleiro pediu aos lavradores que surpreendessem Johan e Kasia. Eles o emboscaram e o pegaram voltando de um encontro. Eles trataram o jovem com crueldade e o jogaram inconsciente no rio Trynka. O garoto se afogou e, quando Kasia soube de sua morte, ela se jogou na água em desespero, e uma forte correnteza arrastou sua vida ainda jovem para dentro do Trynka. Até hoje, na Noite de Verão, os fantasmas de Kasia e Johan aparecem para os pescadores locais no lago Tarpno, procurando um pelo outro.

#### O ladrão Materna
Antigamente, Grudziądz era cercada por florestas e bosques inacessíveis. As vastas florestas eram esconderijos de vários criminosos e ladrões, entre os quais o principal era o ladrão Materna. Ele era um grande fora da lei, cujos atos cruéis ecoavam alto por toda a região de Chełmno. Materna atacou mercadores que estavam transportando mercadorias para o castelo de Grudziądz, bem como as fazendas vizinhas, semeando violência, assassinatos e incêndios. Ele também não desprezou o saque de deputados, o que causou uma considerável turbulência política. Materna era um camponês parecido com um carvalho, com mais de sete cúbitos de altura e ombros tão largos que entrava de lado em uma pousada. Supostamente, ele era tão forte que podia arrancar árvores e carregar as maiores pedras irregulares. Seu rosto, coberto por uma barba ruiva, era completamente desfigurado por cicatrizes, que ele havia adquirido quando ainda era jovem e praticava seu ofício de ladrão. Ele era, portanto, assustador de se ver. As crônicas da cidade mencionam seu ataque ao rico comerciante Martin Robenwald, em 1501. Esse último protestou com o próprio rei, dizendo que os comerciantes e as pessoas comuns nas proximidades do castelo de Grudziądz não ficariam em paz devido a um fora da lei. O rei interveio com o starosta de Grudziądz, Paweł Sokołowski, que reuniu os melhores camponeses da região e organizou uma emboscada. Primeiro, ele espalhou a notícia entre o povo sobre um suposto carregamento de ouro para o tesouro de Malbork e, em seguida, posicionou seus homens na estrada em direção a Malbork. Um desses homens era Maciek, filho do ferreiro, que há dois anos vinha tentando, sem sucesso, conquistar a filha do starosta. Seus esforços para conquistar a mão da filha do starosta foram em vão, pois a diferença de posição era muito grande, e a estatura de Maciek também não era impressionante. Maciek, embora frágil, tinha a cabeça no lugar. Ele decidiu pegar o ladrão com um ardil. Na noite anterior ao transporte do ouro, ele substituiu as vigas de madeira da ponte sobre o rio Osa por tábuas finas, na esperança de deter Materna. Já perto de Świerkocin, Materna conseguiu passar pelos guardas do comboio sem muita dificuldade e raptou as caixas de ouro, fugindo em direção a Malbork. Ele ficou muito surpreso quando cavaleiros armados liderados pelo próprio Sokołowski saltaram dos dois lados da estrada. O ladrão, no entanto, não desistiu e cortou sem piedade com sua espada, rasgando os estômagos dos defensores da lei. O medo tomou conta dos outros, que não conseguiram deter o ladrão em fuga. Ao atravessar o rio Osa, sob o peso do grande camponês e de seu terrível corcel, a ponte de Maciek desmoronou e Materna caiu no abismo do rio, que era então rápido. Em seguida, o garoto o surpreendeu batendo na cabeça vermelha do ladrão com uma pedra com toda a sua força. Quando a perseguição do starosta finalmente chegou, Materna já estava inconsciente. O starosta pegou o ladrão e o trancou na masmorra do castelo na torre de Klimek. Maciek, por outro lado, como recompensa por sua inteligência e bravura, obteve a permissão de Sokołowski para se casar com sua filha. O bandido Materna evitou a espada do carrasco. Depois de 30 anos na masmorra do castelo, ele foi perdoado e libertado. O tempo passado na prisão esfriou o senhor da guerra. Dizem que ele se estabeleceu em algum lugar perto do lago Tarpno, onde levou sua vida de eremita até o fim.

### Eventos culturais cíclicos
- Todo ano, o Centro Cultural de Teatro organiza uma série de concertos no teatro e no Calçadão do rio Vístula,
- O Centro Cultural de Teatro também organiza o Verão com Musas (apresentações de vários artistas, um diferente a cada dia em um novo local na Cidade Velha),
- Em 3 de maio e 11 de novembro, é possível visitar a Fortaleza de Grudziądz,
- Feira do Celeiro — uma feira de verão realizada anualmente em junho, antes ou durante os Dias de Grudziądz, na rua Spichrzowa e no Mercado da Cidade Velha, durante a qual alimentos e artesanatos regionais podem ser comprados nas barracas. Também são organizados concertos na margem do rio Vístula com a participação de estrelas pop polonesas,
- Festical de Música FADO — um festival de música organizado na primeira quinzena de julho pelos fundadores do clube e café FADO. Ele oferece uma grande variedade de apresentações de música portuguesa. Durante o festival, a cidade oferece um passeio de bonde, inspirado nos que circulam por Lisboa, e pratos à moda portuguesa,

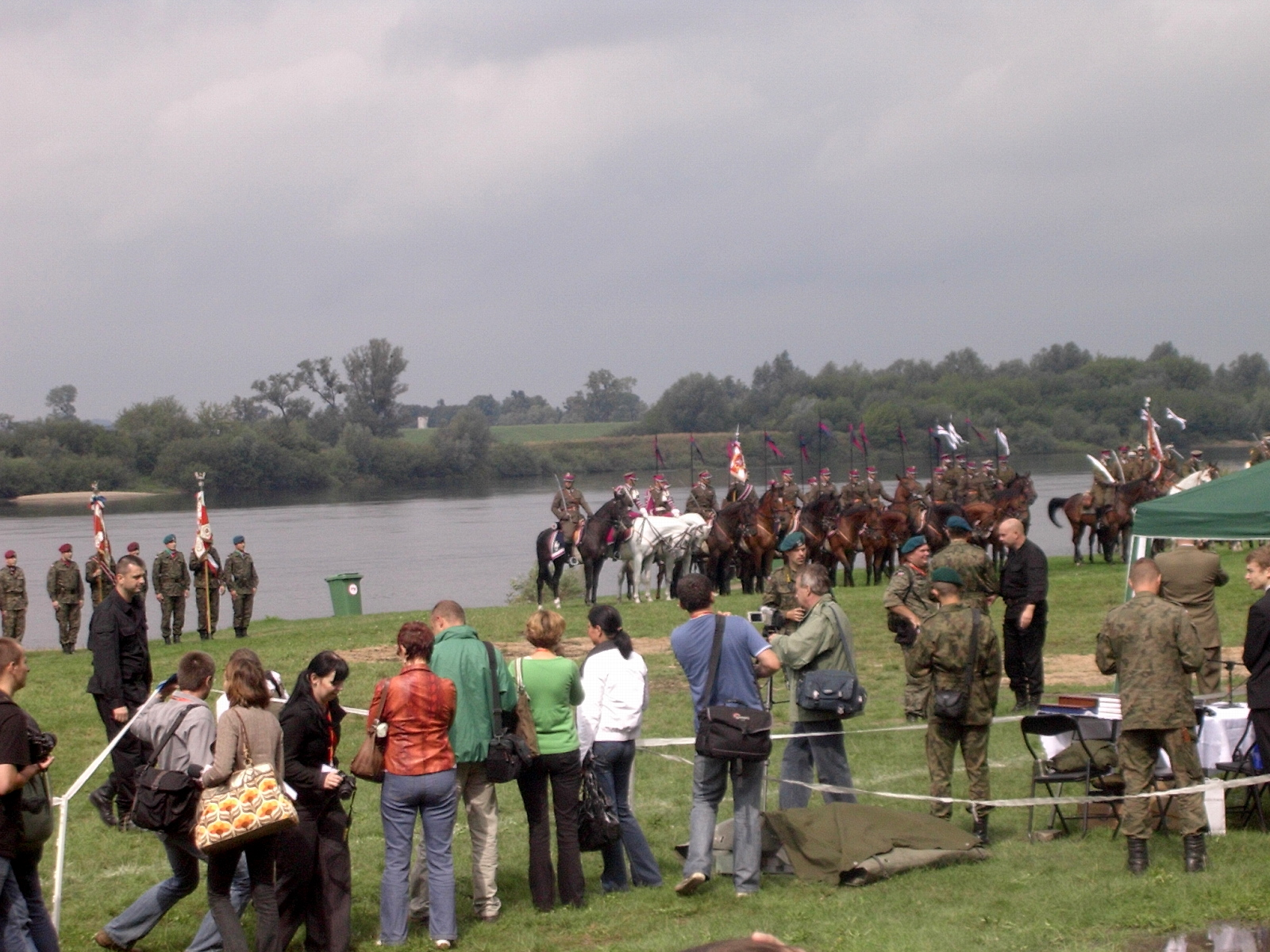
20.ª Convenção dos Cavaleiros

- Espetáculo de luzes — todos os anos, na segunda quinzena de julho, acontece um festival de luzes na Cidade Velha e nas margens do Vístula, às sextas-feiras e sábados, durante o qual a cidade se ilumina com milhares de lasers e luzes ao som de música de festa. O espetáculo oferece muitas atrações interessantes, como um show de led visual, um show de flyboard, exibições artísticas ou uma discoteca silenciosa,
- Convenção dos Cavaleiros — desde 1989, uma reunião de cavaleiros da Segunda República da Polônia é realizada todos os anos em agosto, de sexta-feira a domingo. Durante essa reunião, a “Corrida da Cavalaria de Grudziądz para a Espora de Ouro do Centro de Treinamento da Cavalaria” acontece no sábado e é muito popular,
- GruRock — um evento de dois ou três dias de música rock local, realizado na primeira quinzena de setembro na marina da rua Portowa,
- Feira do Papai Noel — um mercado anual de Natal com duração de vários dias, realizado na primeira quinzena de dezembro. É possível comprar especialidades do mercado de alimentos de Grudziądz, artesanato, decorações de Natal e presentes para seus entes queridos. Pode-se também ouvir canções de natal cantadas por artistas no palco,
- Véspera de Ano Novo Municipal, organizada na Marina da rua Portowa.

### Meios de comunicação

#### Atualmente
- Rádio Eska Grudziądz (90,6 MHz)
- Jornal da Pomerânia (Gazeta Pomorska)
- Kurier Grudziądzki
- Grudziądz Twoje-Miasto.pl — o site da rede Twoje-Miasto.pl[53]
- eGrudziadz.pl — portal da Web
- Grudziadz365.pl — portal criado em 15 de novembro de 2017
- Nossa cidade Grudziądz
- grudziadz.gdzieswpolsce.pl
- graudenz.pl — portal sobre a história da cidade
- TVSM — programa de televisão local[54]
- Pokochaj Grudziądz — revista regional da TVP3 Bydgoszcz
- Grudziądz Cidade Aberta — portal do lema da cidade[55]

#### Históricos
- O Clarim do Vístula
- Rádio Grudziądz
- Rádio Grudziądz na Internet
- Goniec Grudziądzki
- Gazeta de Grudziądz
- Der Gesellige Zeitung
- Portal da Internet Faktygrudziadz.pl
- Semanário local grudziadzka.pl
- portal privado da Campanha Nós dizemos NÃO à destruição de Grudziądz[56]
- Moje Miasto Grudziądz, MMGRUDZIADZ.pl
- Czas Grudziądz — revista semanal Agory
- “Nowosci Grudziądzkie” — versão regional do jornal Nowości Dziennika Toruńskiego

#### Grudziądz no cinema
- Tartarak, de Andrzej Wajda[57][58] — a cidade aqui desempenhou o papel de Sandomierz
- O Cavaleiro Ardente, de Nina Grosse[59] — a cidade fez o papel de Frankfurt am Main
- rodzinka.pl[60] — episódio 121 “Férias em Grudziądz”

## Esporte e lazer

### Salmouras
- Durante a exploração de petróleo e gás próximo de Grudziądz (Marusza) em 1972, foram encontrados depósitos de água termal do período Jurássico Inferior.
- Eles foram perfurados a uma profundidade de 1 630 m, de onde foi extraída água a uma temperatura de aproximadamente 44 graus Celsius.
- Somente em 2001 foi fundada a empresa “Geotermia Grudziądz”,[61] que começou a preparar a documentação para o uso das águas salgadas de Marusza.
- Em março de 2006, uma instalação com banhos modernos, inaladores, crioterapia, um ginásio, uma sauna infravermelha foi aberta ao público e, em maio do mesmo ano, foi inaugurada a única torre de graduação de salmoura da Europa, fechada em uma pirâmide. No mês seguinte, uma gruta de sal foi aberta para banhos em grupo nas águas salgadas.
- Em 2007, foram inauguradas quatro piscinas com diferentes concentrações de salmoura, além de salas de massagem, uma sala de ginástica, um salão de beleza e uma sala para crianças.
- Em 2013, surgiu o conceito de construir novas instalações para os Banhos de Salmoura.[62] O novo local proposto é ao redor do lago Rudnik.

### Clubes esportivos

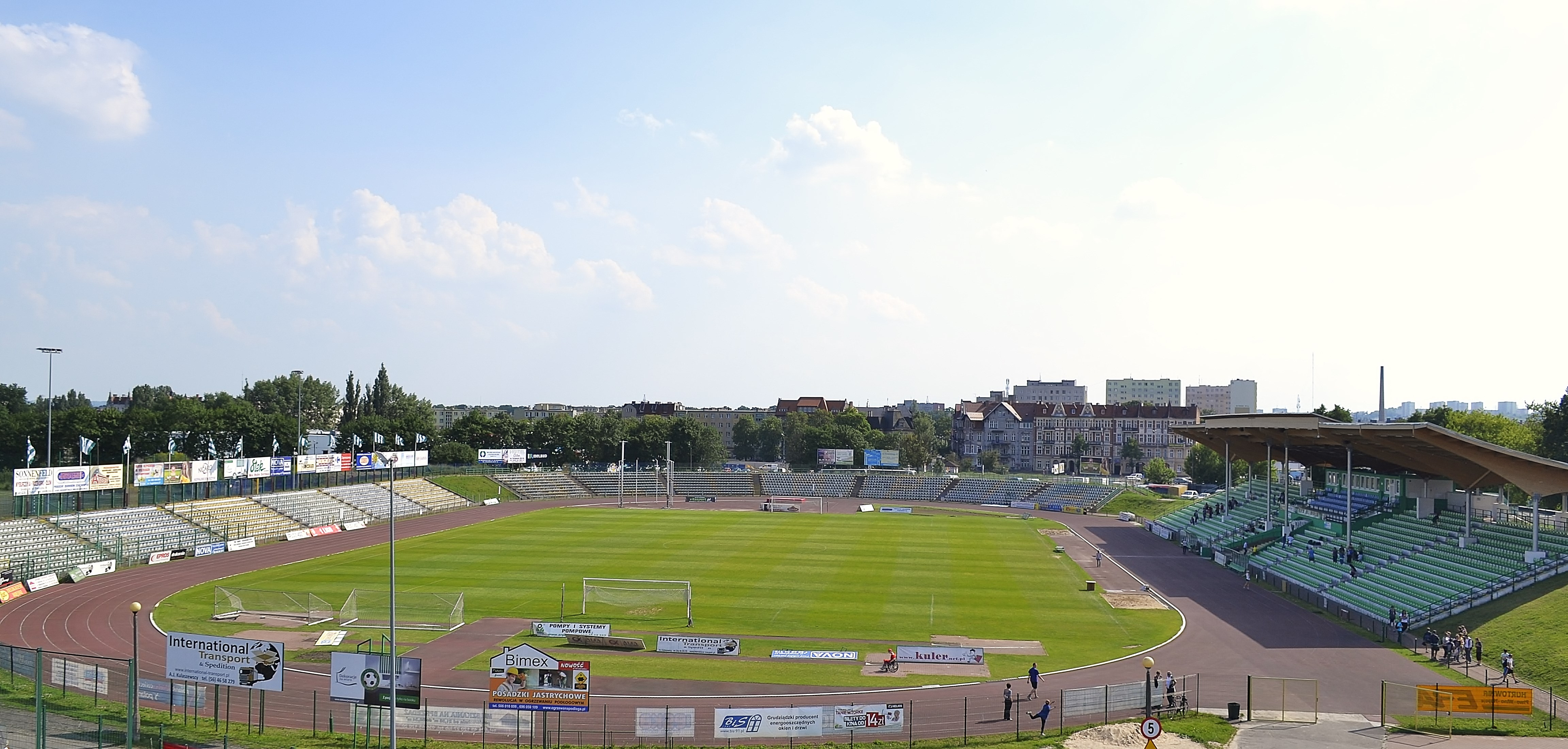
Estádio Municipal

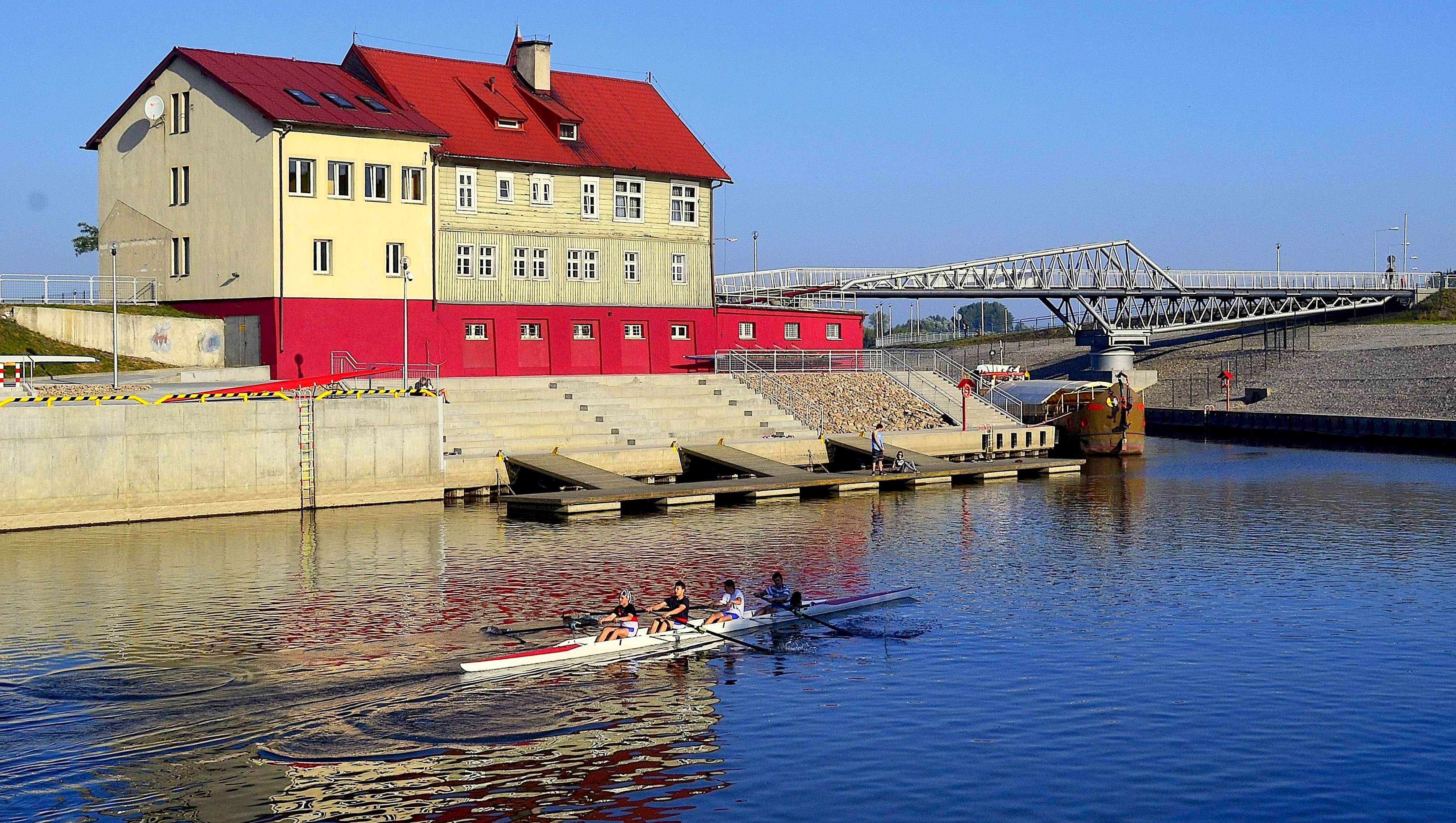
Clube de Remo Wisla

Há 39 clubes esportivos em Grudziądz, que administram um total de 53 seções.
- Grudziądz Clube de Motociclismo, fundado em 2013 para substituir a Associação de Velocidade de Grudziądz, fundada em 2002; uma continuação do Clube de Motociclismo de Grudziądz, fundado em 1979 (estádio na rua Hallera)
- Grudziądz Esporte Clube “Olimpia” — (estádio na rua Piłsudskiego)
- MKS Grudziądz
- Clube de Remo Wisła Grudziądz
- Clube de caratê-do Kokoro Grudziądz Kyokushin-kan
- Associação de Futebol de Grudziądz “Nadwiślanin”.
- Clube esportivo dos alunos Rotmistrz Sua Escola Grudziądz
- Clube Esportivo de alunos “Ruch”
- Clube esportivo de alunos “Orka”.
- Clube esportivo municipal “Start”
- Clube esportivo “Stal” — (instalação esportiva “Mniszek Arena” na avenida Sportowców)
- Seção de ciclismo popular autônomo “Stal” Grudziądz
- Okniński MMA Grudziądz
- Aeroclube de Grudziądz
- KS Elektryk
- KS Stomil
- KP Wisła
- Seção autônoma de tênis de mesa Olimpia-Unia
- Associação Esportiva de Modeladores de Grudziądz
- JKS Rywal Grudziądz
- Associação de esportes de bilhar de Grudziądz
- Clube de Mergulhadores
- Irmandade dos Homens da Água[63]
- Associação de Tênis de Grudziądz
- Clube Esportivo dos alunos “Arm Fanatic Sport” Grudziądz
- Szarża Grudziądz
- Automóvel Clube de Toruń, filial de Grudziądz

Na década de 1980, a equipe nacional juvenil da França, com Zinédine Zidane na escalação, jogou sua partida no estádio de Grudziądz “Olimpia”.

### Clubes e associações de pessoas com deficiência
- Associação Esportiva para Deficientes Mentais “Olimpíadas Especiais — Polônia”
- Associação Esportiva “Sprawni — Razem”
- Centro de reabilitação Bispo Jan Chrapek
- Sociedade “TowPeDe” de amigos de Down em Grudziądz

### Piscinas
- Piscina na escola primária n.º 20 (rua Sobieskiego, 12)
- Piscina na escola primária n.º 21 (rua Nauczycielska, 19)
- Piscina Vistula (rua Kalinkowa, 56)
- Piscinas externas MORiW (rua Za Basenem, 2)
- Piscinas de salmoura (rua Warszawska, 36)

### Outros
- Todos os anos, Grudziądz sedia a Competição de Balões de Páscoa para a taça do Presidente de Grudziądz.
- As instalações esportivas da cidade incluem 4 estádios, que juntos podem acomodar mais de 25 mil espectadores (estádio GKS Olimpia — 12 mil, estádio GKM — 8 mil), 5 pavilhões esportivos com equipamento esportivo e de entretenimento completo (aproximadamente 2500 assentos), piscinas internas e externas e quadras de tênis ou campos de tiro. Há também saunas, academias, centros equestres e marinas.
- Muitas trilhas para caminhadas passam por Grudziądz e seus arredores.

### Jardins de loteamento
- ROD “25-lecie PRL”
- ROD “Chemik”
- ROD “Energetyk”
- ROD Tadeusza Kościuszki
- ROD “Kąpiele Słoneczne”
- ROD “Krokus”
- ROD “Metalowiec”
- POD “Nad Rudniczanką”
- ROD “Narcyz”
- ROD “Niezapominajka”
- ROD “Relaks”
- ROD “Rolnik”
- ROD “Transportowiec”
- ROD “XX-lecia”
- ROD “Malwa”

### Planetário
O Planetário e Observatório Astronômico foi fundado em Grudziądz em 1964. Periodicamente, são realizadas sessões e dias abertos para o público. O Planetário e Observatório Astronômico de Grudziądz também organiza o Seminário Nacional de Astronomia para Jovens (OMSA) Professor Robert Głębocki. A vigésima quarta final dessa competição foi realizada em 2008. Em 2020–2021, devido à pandemia da COVID-19, as sessões do Planetário foram realizadas exclusivamente por meio do site do YouTube no perfil Planetarium i Obserwatorium — Grudziądz. Atualmente, as exibições são realizadas somente com hora marcada.

## Divisão administrativa

### Situação administrativa da cidade

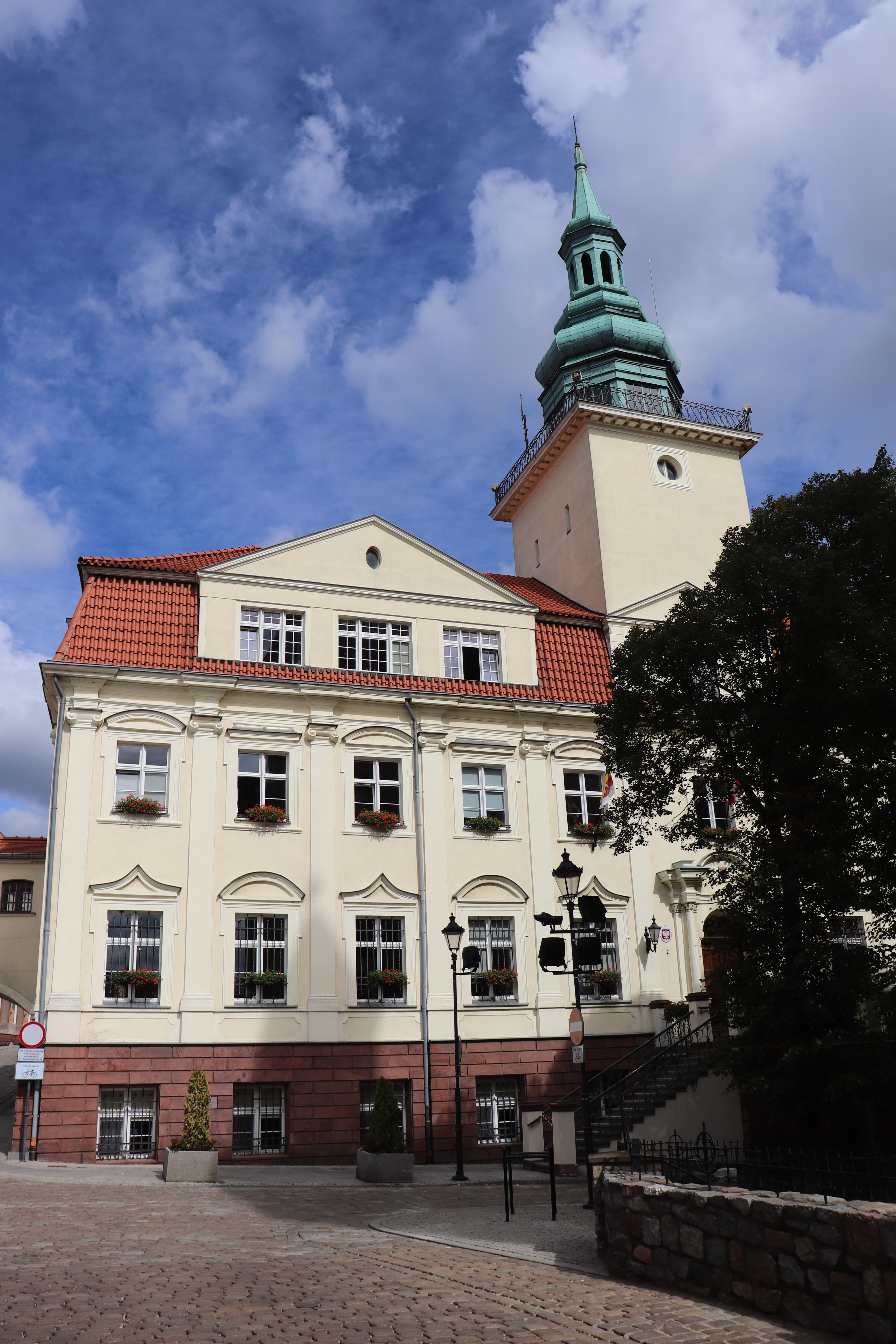
Prefeitura

| Período                 | País                                       | Autoridade                                 | Unidade administrativa                        | Classificação da cidade        | Função da cidade                                                |
| ----------------------- | ------------------------------------------ | ------------------------------------------ | --------------------------------------------- | ------------------------------ | --------------------------------------------------------------- |
| 1772–1824               | Reino da Prússia                           | Reino da Prússia                           | Prússia Ocidental, Regência de Kwidzyn        | Landkreis Graudenz             | sede do landrat (diretor administrativo do distrito)            |
| 1824–1878               | Reino da Prússia desde 1871 Império Alemão | Reino da Prússia desde 1871 Império Alemão | Prússia, Regência de Kwidzyn                  | Landkreis Graudenz             | sede do landrat                                                 |
| 1878–1900               | Império Alemão                             | Império Alemão                             | Prússia Ocidental, Regência de Kwidzyn        | Landkreis Graudenz             | sede do landrat                                                 |
| 1900–1920               | Império Alemão                             | Império Alemão                             | Prússia Ocidental, Regência de Kwidzyn        | Stadtkreis Graudenz            | condado urbano e sede do condado rural                          |
| 1920–1939               | República da Polônia                       | República da Polônia                       | Voivodia da Pomerânia                         | Condado – cidade de Grudziądz  | condado urbano e sede do condado rural                          |
| 1939–1945               | Alemanha Nazista                           | Alemanha Nazista                           | Gdansk-Prússia Ocidental, Regência de Kwidzyn | Stadtkreis Graudenz            | condado urbano e sede do condado rural                          |
| 1945 fevereiro–abril*** | República da Polônia                       | República da Polônia                       | Voivodia da Pomerânia                         | Condado – cidade de Grudziądz  | condado urbano e sede do condado rural                          |
| 1945–1950               | República da Polônia                       | República da Polônia                       | Voivodia da Pomerânia                         | Condado – cidade de Grudziądz  | condado urbano e sede do condado rural                          |
| 1950–1952               | República da Polônia                       | República da Polônia                       | Voivodia de Bydgoszcz                         | Condado – cidade de Grudziądz  | condado urbano e sede do condado rural                          |
| 1952–1975               | República Popular da Polônia               | República Popular da Polônia               | Voivodia de Bydgoszcz                         | Condado – cidade de Grudziądz  | condado urbano e sede do condado rural                          |
| 1975–1989               | República Popular da Polônia               | República Popular da Polônia               | Voivodia de Toruń                             | cidade de Grudziądz            | sede da comuna urbano-rural                                     |
| 1989–1998               | República da Polônia                       | República da Polônia                       | Voivodia de Toruń                             | cidade de Grudziądz            | sede do Gabinete distrital                                      |
| desde 1999              | República da Polônia                       | República da Polônia                       | Voivodia da Cujávia-Pomerânia                 | cidade com direitos de condado | cidade com direitos de condado e sede de autoridades do condado |

### Administração do governo local
Grudziądz tem o estatuto de cidade com direitos de condado. Isso significa que a comuna urbana executa as tarefas de condado. O órgão decisório do governo local é o Conselho Municipal de Grudziądz, que consiste em 23 conselheiros eleitos em 4 distritos eleitorais, a partir de 2018, para um mandato de 5 anos. Em particular, ele determina a política de desenvolvimento da cidade. O órgão executivo do governo local é o Presidente da cidade de Grudziądz. A sede do Presidente de Grudziądz e do Conselho Municipal está localizada na Prefeitura.
A cidade é a sede das autoridades da comuna de Grudziądz e do condado de Grudziądz.
Grudziądz é membro da Associação de Cidades Polonesas, da Federação de Cidades Copérnicas, da Federação Nacional de Conselhos Locais da Juventude e da Associação de Cidades do Rio Vístula.

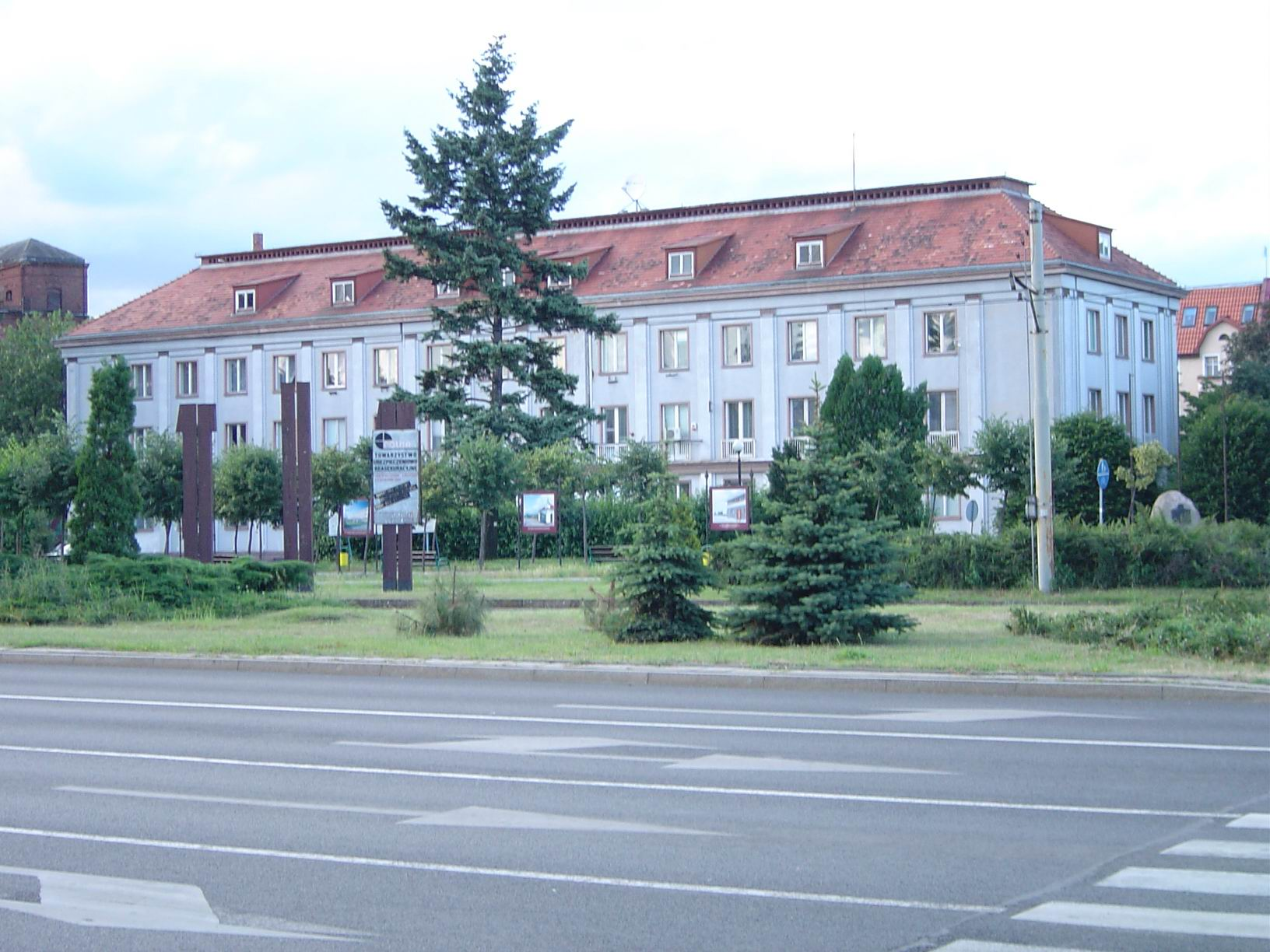
Gabinete do condado em Grudziądz

#### Autoridades municipais atuais
- Presidente da cidade — Maciej Glamowski (desde 21 de novembro de 2018)
- 1.º vice-presidente — Tomasz Smolarek (desde 16 de maio de 2024)
- 2.º vice-presidente da cidade — Róża Lewandowska (desde 16 de maio de 2024)
- Secretário da cidade — Andrzej Cherek (desde 26 de fevereiro de 2019)[66]
- Tesoureiro da cidade — Tomasz Szczechowski (desde 22 de março de 2019)[67]

### Política
Os habitantes de Grudziądz elegem deputados para o Sejm do distrito eleitoral n.º 5 e um senador do distrito eleitoral n.º 12, enquanto os deputados para o Parlamento Europeu do distrito eleitoral n.º 2. Por sua vez, os habitantes dos condados de Brodnica, Golub-Dobrzyń, Grudziądz, Rypin e Wąbrzeźno elegem 5 dos 30 conselheiros para a Assembleia Regional da Cujávia-Pomerânia (distrito eleitoral n.º 3). Os representantes de Grudziądz no Sejmik da Cujávia-Pomerânia eleitos nas eleições locais de 2024 são: Michał Czepek (Coalizão Cívica) e Robert Malinowski (Coalizão Cívica).

### Distritos e conjuntos habitacionais

Divisão administrativa de Grudziądz

Grudziądz nunca teve uma divisão administrativa oficial estabelecida. Ao longo dos anos, houve uma divisão convencional e vaga em distritos e conjuntos habitacionais, muitas vezes diferindo entre os limites históricos dos conjuntos que compõem a cidade, a transmissão oral dos residentes e os mapas de parede e os disponíveis on-line. Mais divisões oficiais de Grudziądz foram estabelecidas conforme as necessidades atuais da cidade (como a divisão em setores de coleta de lixo municipal).
Em 4 de dezembro de 2024, um plano para a divisão administrativa de Grudziądz em 15 distritos foi apresentado em uma conferência de imprensa. Ele estará sujeito a consulta pública para desenvolver uma versão final a ser votada na Câmara Municipal. De acordo com essa divisão, Grudziądz será dividida nos seguintes distritos:
- Centro Norte da cidade com a Cidade Velha
- Centro da cidade ao sul, com o conjunto habitacional Wyzwolenia
- Pequena Tarpno
- Kuntersztyn-Tuszewo
- Kawalerii Polskiej
- Kopernika
- Grande Tarpno
- Aeroporto
- Conjunto habitacional Chełmińskie
- Strzemięcin
- Owczarki
- Węgrowo-Pastwisko
- Rudnik
- Mniszek
- Rzadz

A parte norte da cidade é dominada por moradias unifamiliares, a parte central da cidade é composta por prédios antigos e históricos no centro da cidade, enquanto na parte sul há distritos industriais e de armazenamento, bem como grandes conjuntos habitacionais feitos de elementos pré-fabricados de concreto de grande porte ou de concreto armado.

## Cemitérios
- Cemitério na rua Cmentarna
- Cemitério Municipal
- Cemitério da Guarnição
- Cemitério de Guerra

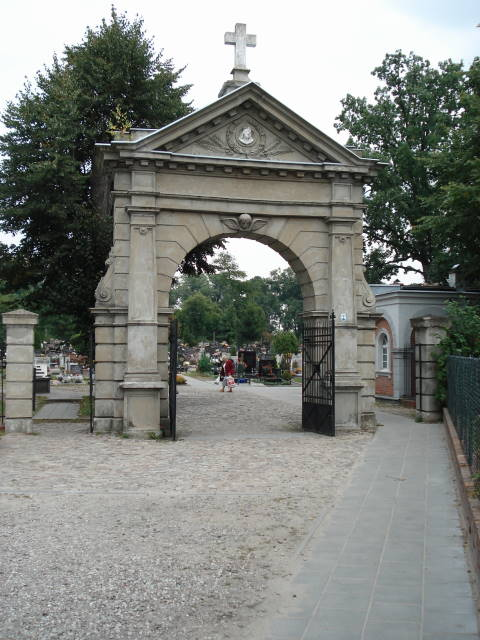
Portão do cemitério na rua Cmentarna

- Cemitério judeu Antigo e Novo (destruídos durante a guerra)
- Cemitério evangélico
- Cemitério paroquial de Farna
- Cemitério de Tarpno (ou Nową Wsią)

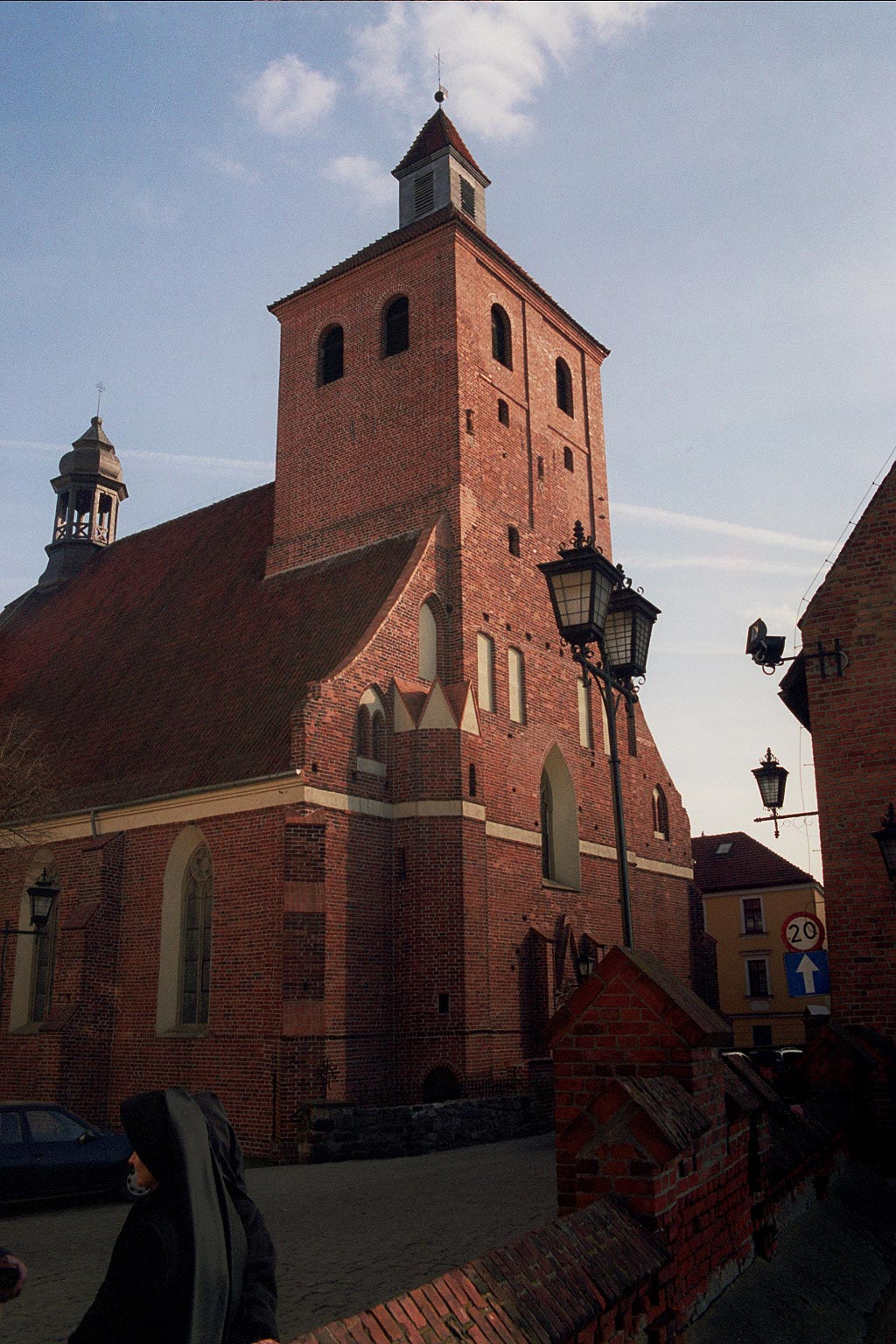
Basílica de São Nicolau

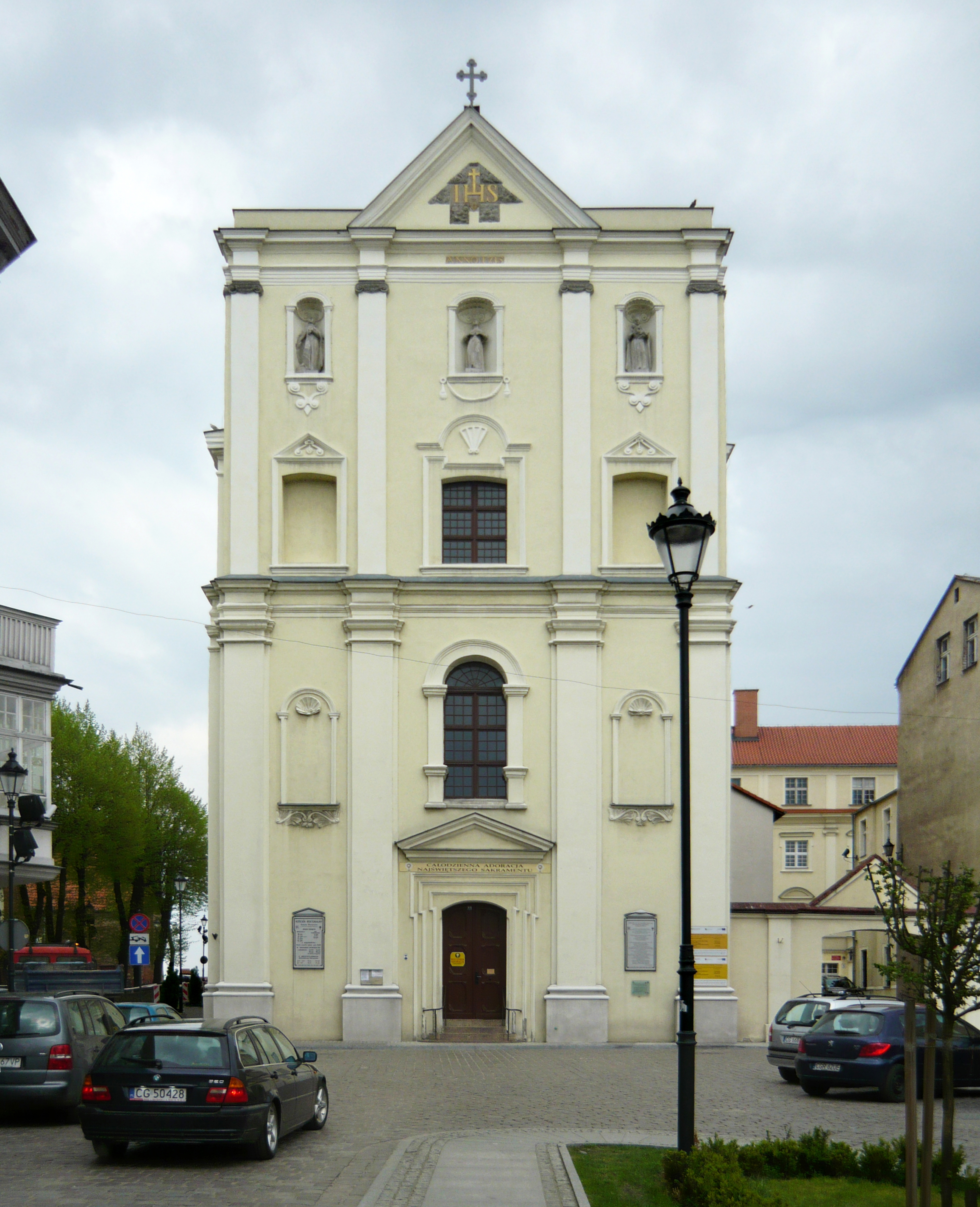
Igreja de São Francisco Xavier

## Comunidades religiosas

### Denominações conforme os censos do final do século XIX e início do século XX
- evangélicas:
  - 10 871; (1880)
  - 33 020; (1905)
  - 25 493; (1910)
- católicas:
  - 5490; (1880)
  - 11 684; (1905)
  - 13 612; (1910)
- judias:
  - 78; (1880)
  - 579; (1905)
  - 505; (1910)
- outras:
  - –; (1880)
  - 1; (1905)
  - 12; (1910)

### Atualmente
As seguintes igrejas e associações religiosas realizam atividades na cidade:
Budismo
- Associação Budista Caminho do Diamante da linhagem Karma Kagyu[72]

Igreja Católica:
- Igreja Católica na Polônia:
  - Forania Grudziądz I[73]
  - Forania Grudziądz II[73]
- Igreja Católica Reformada na Polônia (Comunidade da Natividade do Senhor, rua Kulerski, 11/1)

Igreja Ortodoxa Polonesa:
- Paróquia do Ícone de Nossa Senhora de Kazan em Grudziądz, rua Armii Krajowej, 20/1[74]

Igrejas protestantes:
- Igreja Evangélica de Augsburgo na República da Polônia:
  - Paróquia de São João — rua Szkolna, 10[75]
- Igreja Evangélica Metodista na República da Polônia:
  - Paróquia de São Paulo — rua Kosynierów Gdyńskich, 9-11
- Igreja Adventista do Sétimo Dia:
  - Igreja em Grudziądz — rua Józefa Piłsudskiego, 109[76]
- Comunidade de Igrejas de Cristo na Polônia
  - Comunidade cristã em Grudziądz — rua Północna, 38[77]
- Igreja Pentecostal na República da Polônia:
  - Igreja em Grudziądz — rua Kosynierów Gdyńskich, 9-11

Testemunhas de Jeová:
- Igrejas: Grudziądz-Centro (e grupo de língua russa), Grudziądz-Sul, Grudziądz-Lotnisko, Grudziądz-Tarpno (e grupo de língua de sinais)
  - Salão do Reino, rua Parkowa, 1

Movimento Missionário Leigo “Epifania”
- Igreja em Grudziądz, rua Kosynierów Gdyńskich, 9

## Grudziądz como guarnição militar

### Unidades estacionadas antes de 1939

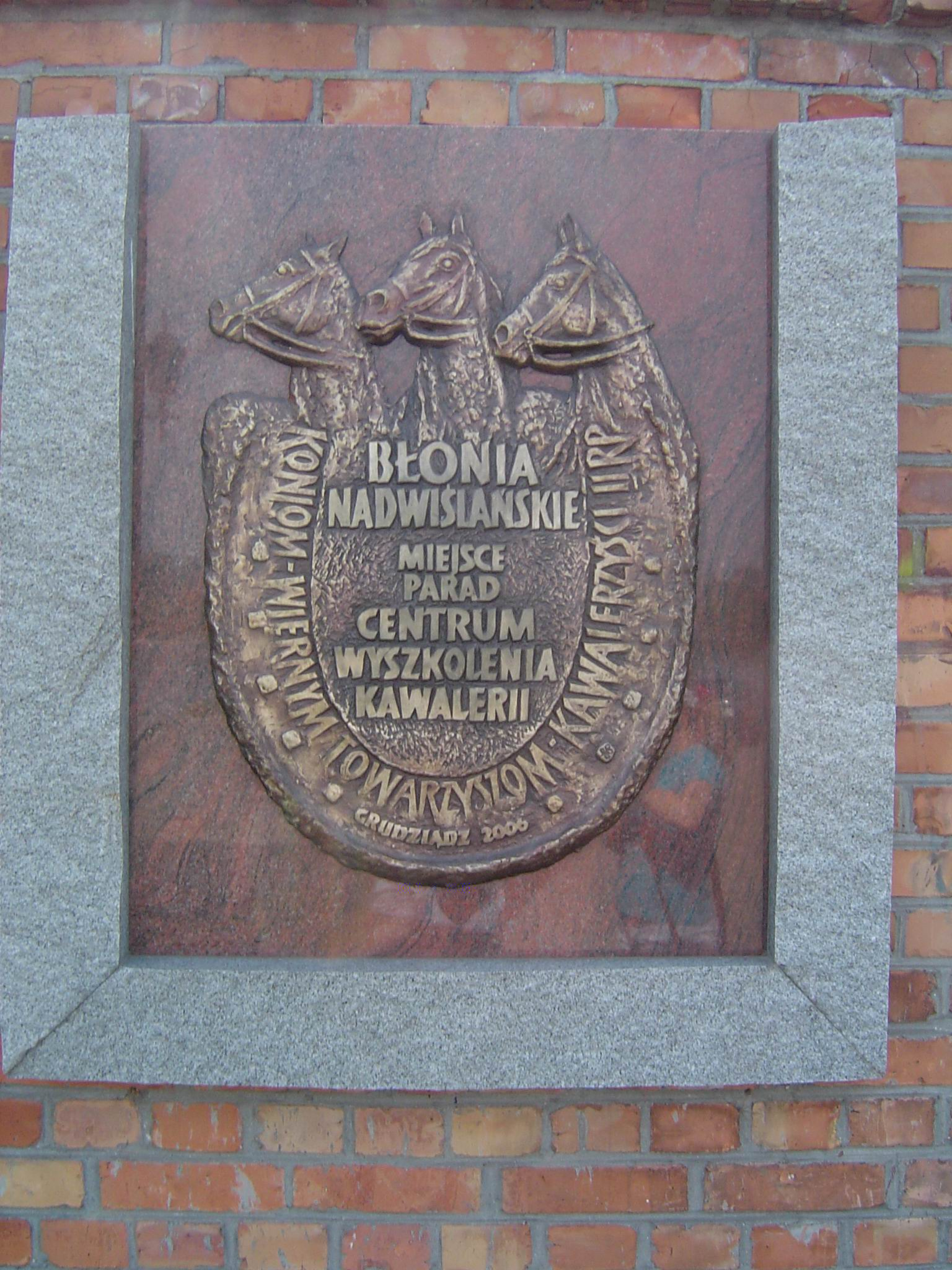
Placa inaugurada por ex-alunos do Centro de Treinamento de Cavalaria, em homenagem a seus cavalos no Błoniach Nadwiślańskich, em Grudziądz

- Centro de Treinamento da Cavalaria
- 18.º Regimento de Lanceiros da Pomerânia
- Centro de treinamento da Gendarmaria
- Comando da 16.ª Divisão de Infantaria da Pomerânia:
  - 16.º Regimento de Artilharia Leve da Pomerânia
  - 64.º Regimento de Infantaria de Grudziądz
  - 65.º Regimento de Infantaria de Starogard
- 3.º Regimento de Ligação
- Batalhão ON de “Grudziądz”
- Inspetoria de Grudziądz do Exército Nacional

### Unidades estacionadas após 1945 (dissolvidas)
- 6.ª Divisão de Artilharia de Avanço
- 8.º Regimento de Pontes Rodoviárias e Ferroviárias
- Regimento Bydgoski de Defesa Territorial
- 2.º Batalhão de Defesa Antiquímica
- Centro de Treinamento de Especialistas em Seguros de Aeronaves
- 113.º Hospital da Guarnição Militar
- 60.ª Oficina Distrital de Armamento e Eletrônica
- 1.º Centro de treinamento de motoristas
- 4.º Depósito Distrital de Material
- Centro de treinamento central para especialistas em logística júnior

### Unidades estacionadas após 1945
- 8.º Batalhão de Guerra Radioeletrônica
- 13.ª Ala Econômica Militar
- 1.ª Oficina Técnica Distrital
- Posto avançado da Gendarmaria Militar

Em 27 de setembro de 2007, manobras militares com o codinome “Opal 07” foram realizadas em Grudziądz.
O nome da cidade foi mencionado por embarcações navais alemãs. De 1913 até o final da Primeira Guerra Mundial, cruzadores rápidos do tipo Graudenz serviram na Marinha Imperial Alemã: o SMS “Graudenz” e o SMS “Regensburg”.

## Cidadãos honorários de Grudziądz
O título de “Cidadão Honorário da Cidade de Grudziądz” é concedido pelo Conselho Municipal por méritos especiais em atividades econômicas, políticas, científicas, culturais e sociais para a República da Polônia ou para a Cidade de Grudziądz. A iniciativa legislativa a esse respeito é detida pelo presidente da cidade, pelo presidente do conselho e por um grupo de pelo menos 10 conselheiros. O Conselho Municipal também pode adotar uma resolução para privar o cidadão honorário da dignidade da cidadania honorária se este tiver cometido um ato que o tenha tornado indigno da cidadania honorária.

## Comunas vizinhas
Dragacz, Grudziądz (comuna rural), Rogóźno